# Basilique Saint-Pierre
Saint-Pierre de Rome
Pour les articles homonymes, voir Saint-Pierre et Basilique Saint-Pierre (homonymie).
La basilique Saint-Pierre (en latin : Sancti Petri et en italien : Basilica di San Pietro in Vaticano) ou la basilique papale Saint-Pierre au Vatican (Basilica Papale di San Pietro in Vaticano) parfois appelée Saint-Pierre de Rome est l'édifice religieux le plus important du catholicisme. Elle est située au Vatican, sur la rive droite du Tibre, et sa façade s'ouvre sur la place Saint-Pierre.
Elle a été construite là où, selon la volonté de l'empereur Constantin Ier, les premiers pèlerins venaient rendre un culte à saint Pierre, sur l'emplacement du cirque de Caligula et de Néron.
Inscrite à la liste du patrimoine mondial, établie par l'UNESCO, la basilique Saint-Pierre est considérée comme la plus grande conception architecturale de son temps et demeure l'un des monuments les plus visités au monde. Sa construction, à l'emplacement de l'antique basilique vaticane construite sous le règne de Constantin Ier, commence le 18 avril 1506 et est achevée en 1626. Ses architectes les plus importants sont Bramante, Michel-Ange, Maderno et Le Bernin.
La basilique Saint-Pierre est un important lieu de pèlerinage qui rassemble sur sa place au minimum 150 000 catholiques chaque dimanche pour l'angélus pontifical. Ce n'est pas la cathédrale du diocèse de Rome, puisque l'évêque de la ville siège à Saint-Jean-de-Latran, mais c'est l'église du pape et de l'État pontifical. Elle est également l'une des deux églises paroissiales de la cité du Vatican (l'autre étant l'église Sainte-Anne-des-Palefreniers). Bien que le Nouveau Testament ne mentionne pas la présence à Rome de l'apôtre Pierre, premier chef de l'Église chrétienne, ni son martyre dans cette ville, la tradition catholique indique que la tombe de saint Pierre est située sous le maître-autel, au centre de l'église, sous le baldaquin baroque.
La basilique Saint-Pierre est la deuxième des quatre basiliques majeures de Rome, après Saint-Jean-de-Latran, avant Sainte-Marie-Majeure et Saint-Paul-hors-les-Murs.
Avec une superficie de 2,3 ha et une capacité de plus de 60 000 personnes, elle est l'église catholique la plus grande au monde. Elle est aussi l'un des lieux les plus saints du christianisme, puisque la tradition situe en ce lieu la sépulture de Pierre, qui, selon la tradition catholique, fut le premier évêque de Rome, donc le premier pape.

## Historique

### Site sous l'Empire romain

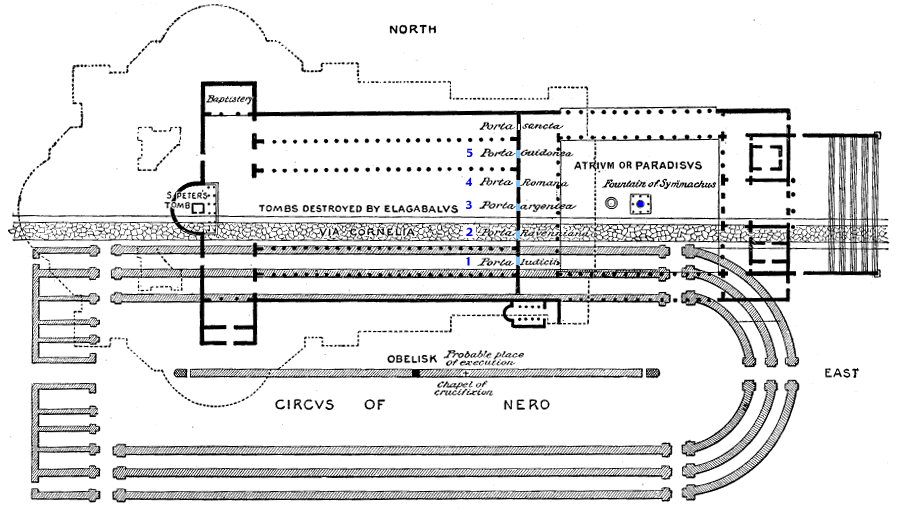
Situation du Circus Vaticanus, par rapport à la basilique constantinienne et la basilique actuelle.

Au début de l'Empire romain, le site était occupé par quelques villas, bâties autour de jardins impériaux qui appartenaient à Agrippine l'Aînée. Son fils, Caligula (37-41 apr. J.-C.), y fit construire un cirque privé, le Circus Vaticanus ou cirque de Caligula et de Néron, dont l'actuel obélisque constitue l'un des rares vestiges.
C'est dans ce cirque, ainsi que dans les jardins adjacents, qu'eut lieu le martyre de nombreux chrétiens de Rome à l’époque de Néron (54-68). La tradition place le martyre de l'apôtre Pierre dans l'enceinte même du cirque — inter duas metas (« entre les deux bornes ») de la spina (mur central bas autour duquel tournaient les chars). Le centre était occupé par l'obélisque. Selon la tradition transmise par des ouvrages apocryphes (tels les Actes de Pierre (Ac Pierre 38), Pierre fut crucifié vers 65, la tête en bas par humilité, car il ne se jugeait pas digne de mourir comme le Christ. Selon une autre version, il peut s'agir d'une cruauté supplémentaire volontairement infligée par les Romains.

### Sépulture de l'apôtre Pierre
L’emplacement traditionnel de la tombe de l'apôtre est indiqué par une pierre rouge, au sein d'une nécropole située au nord du cirque de Caligula et de Néron.
Dans la basilique constantinienne, un édicule, situé à la butée des nefs, signalait l'emplacement de la sépulture de Pierre. Placé sur une petite estrade de marbre, il prenait la forme d'un baldaquin supporté par des colonnes torses en bronze et prolongé par un portique à colonnes. Au centre, sous le baldaquin, se trouvait un édicule de marbre donnant accès, les jours de fête, à la sépulture. Ce dispositif est l'une des premières manifestations du culte des reliques des saints.
En 1939, lors de travaux d'excavation pour la construction de la tombe du pape Pie XI, une sépulture est découverte sous la crypte de la basilique, inaccessible depuis le IXe siècle. Il s'agit d'un modeste monument du IIe siècle élevé sur l'emplacement d'une tombe datée du Ier siècle et inséré dans les vestiges de la basilique de  Constantin. Le cardinal Ludwig Kaas dirige 10 ans de recherches archéologiques, couronnées par la déclaration de Pie XII, le 24 décembre 1950 sur Radio Vatican, annonçant la découverte du tombeau de l'apôtre. Divers éléments permettent de formuler une hypothèse d'identification, sans cependant imposer de conclusion.
Ces restes sont accessibles par l'escalier de marbre situé au niveau de l'autel papal. Ainsi, le pape Paul VI annonce, en 1968, après avoir pris connaissance des études archéologiques, qu'il doit s'agir selon toute probabilité des restes du corps de saint Pierre.

### Ancienne basilique constantinienne

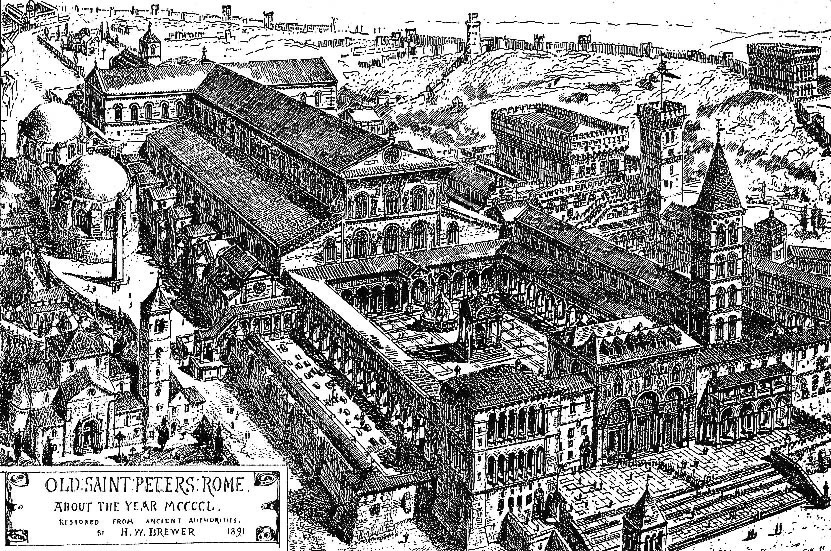
Vue d’ensemble de l'ancienne basilique par H. W. Brewer, 1891.

L'ancienne basilique était due conjointement à l'empereur Constantin Ier et au pape Sylvestre Ier. Commencée en 326,, elle nécessita la démolition du cirque de Caligula et de Néron ou Circus Vaticanus qui s'étendait sur la partie sud du chantier. Constantin décida de raser les sépultures de la nécropole païenne alignées le long d'un sentier, car la tradition y fixait la tombe de saint Pierre. L'empereur pensa ainsi construire l'autel de sa basilique paléochrétienne au-dessus de cette tombe, faisant de l'édifice une basilique cémétériale avec un pavement souvent ouvert pour pouvoir y descendre des sarcophages. La basilique fut consacrée le 18 novembre 326 par le pape Sylvestre Ier.
C'était une basilique de 8 052 m2 (soit 122 × 66 m), comportant une nef à cinq vaisseaux, c'est-à-dire un vaisseau principal bordé par deux doubles bas-côtés, séparés par des colonnes de marbre coloré, puis un transept saillant et terminée par une abside semi-circulaire, construite autour de la tombe de saint Pierre. L'édifice était précédé d'un grand péristyle ou atrium, dit parfois quadriportique, cour à portique au centre de laquelle se trouvait une fontaine à ablutions décorée d'une pomme de pin et de paons en bronze. Celui-ci se situait sur la partie ouest de l'actuelle place Saint-Pierre.
De grandes dimensions, l'édifice était long d'environ 103 mètres. Il occupait la majeure partie de la superficie de l'édifice actuel. Il était relativement sombre et tout un apparat de luminaires venait compléter l'éclairage.
La basilique était un des principaux lieux de pèlerinage au Moyen Âge. Le cœur de la basilique était l'autel de la « Confession de Saint-Pierre » dont une ouverture, la fenestella confessionis, permettait aux pèlerins de voir les reliques de l'apôtre.
En août 846, lors du pillage de Rome, la basilique fut profanée par les Sarrasins. Le pape Léon IV fit alors édifier de 848 à 852 la cité léonine pour défendre la basilique contre les incursions musulmanes. Cela ne l'empêcha pas d'être pillée par les Normands en 1084.
Au début du XIVe siècle, lors du départ des papes pour Avignon, la basilique menaçait de tomber en ruine.

## Architecture de la basilique

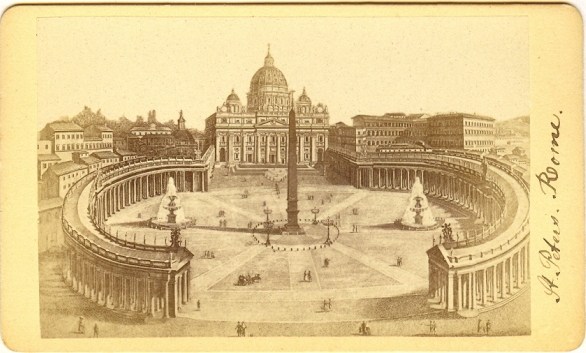
Vue panoramique,
photographie de Gioacchino Altobelli, 1874.

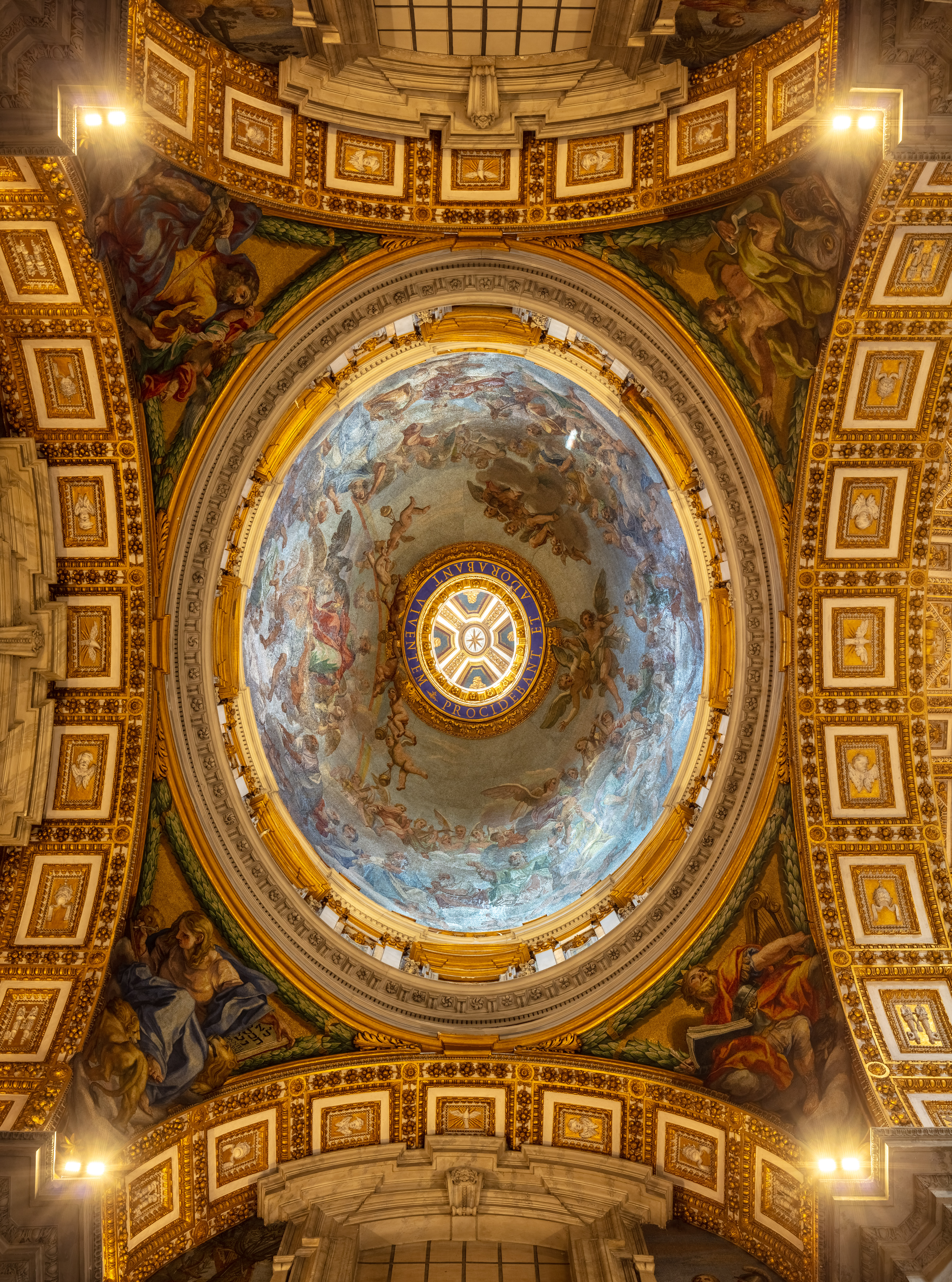
Vue intérieure du dome. Septembre 2022.

### Façade

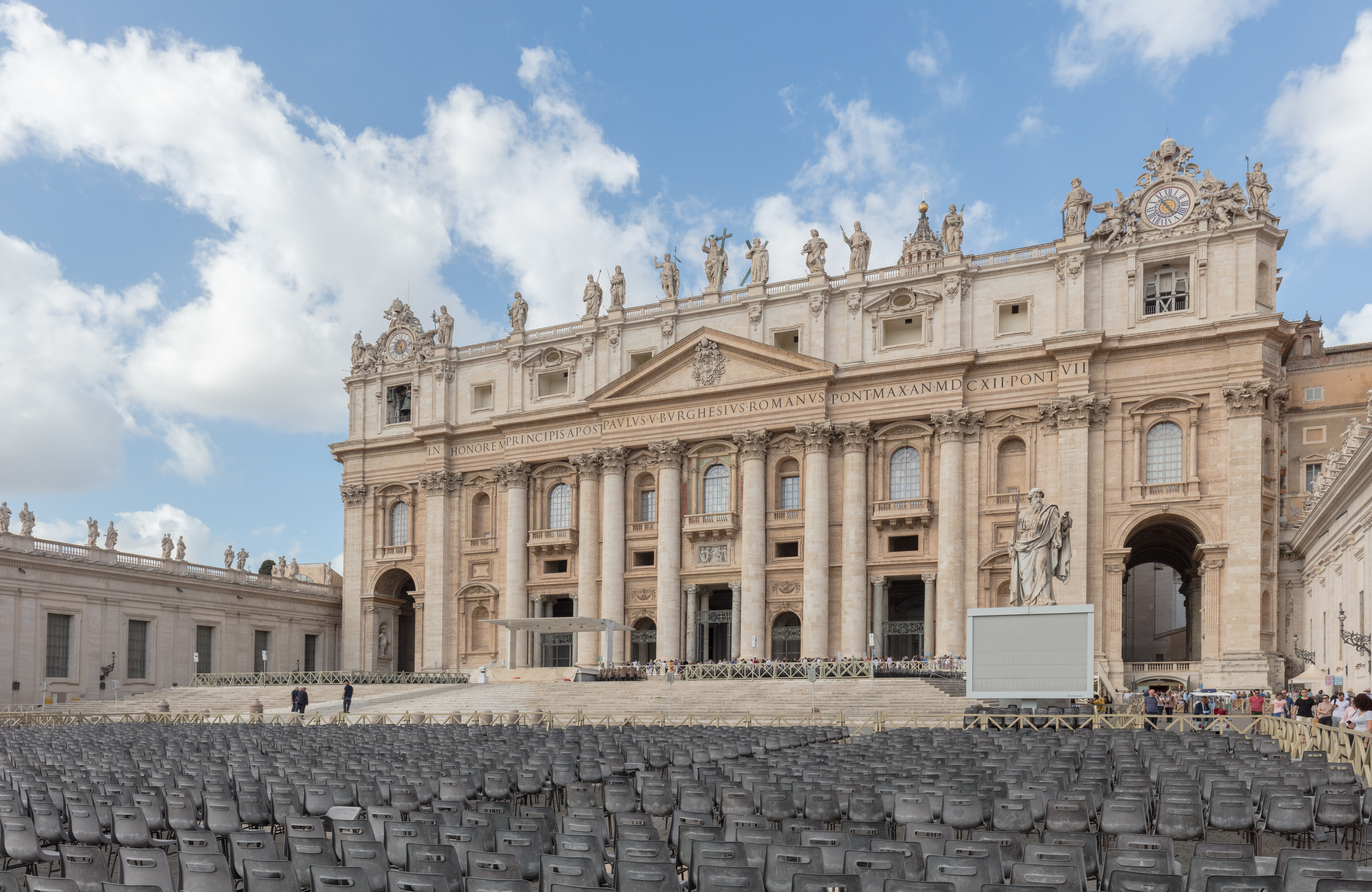
Façade de la basilique, masquant le dôme.

### Reconstruction

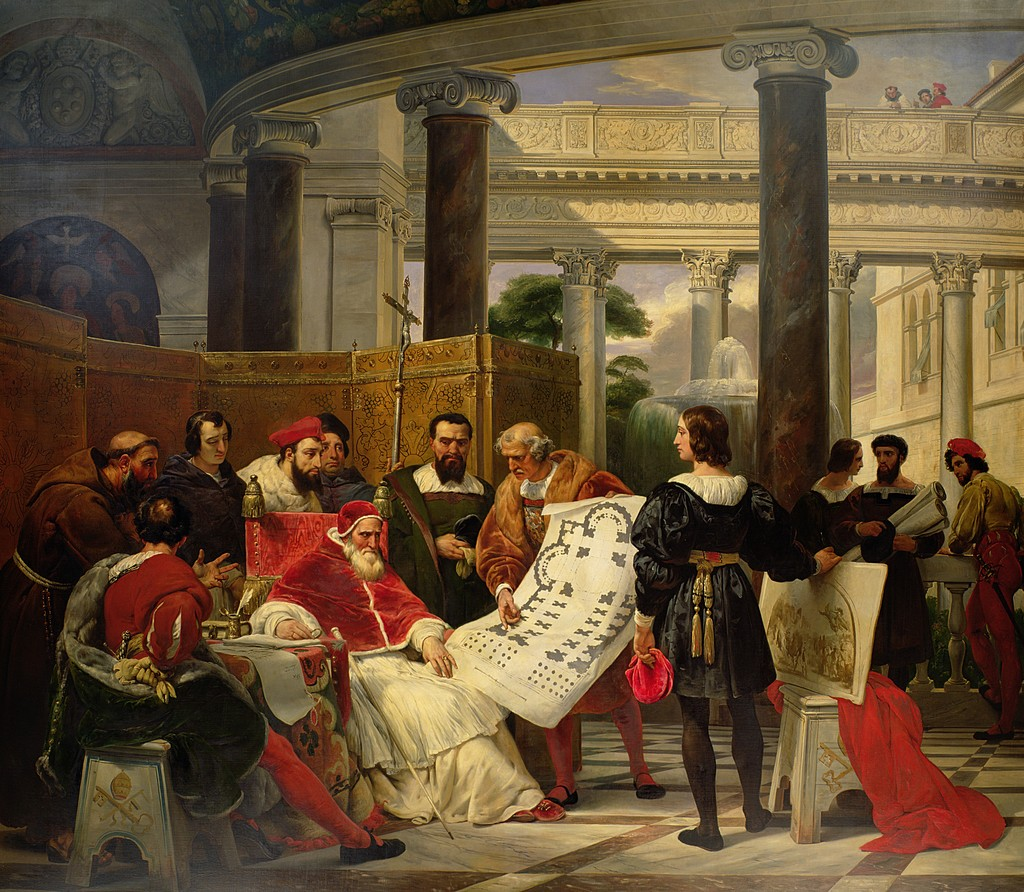
Jules II ordonnant les travaux du Vatican et de Saint Pierre à Bramante, Michel Ange et Raphaël,
Horace Vernet, 1827,
musée du Louvre.

Après le retour des papes avignonnais à Rome en 1378, le premier pape qui, au milieu du XVe siècle, semble avoir pensé sérieusement à une reconstruction de la basilique fut Nicolas V qui se fit exposer, à partir de 1451 par Bernardo Rossellino le projet d'un nouvel édifice ou d'une rénovation complète de l'ancienne basilique. Le projet n'aboutit pas en raison du décès du pontife en 1455. Son successeur, Calixte III suspend tous les projets de construction afin de consacrer les ressources financières à la mobilisation contre l'Empire ottoman. Les travaux de rénovation de l'antique basilique reprennent sous Pie II sous la direction de Francesco del Borgo. Dès la fin du XVe siècle, il semble évident que l'édifice dévasté par les incendies, les pillages, les tempêtes et les tremblements de terre, ne peut pas durer : les murs de la nef penchent d'un mètre. En 1505, le pape Jules II décide dans un premier temps de faire construire un mausolée à proximité de la basilique. Celui-ci est destiné à accueillir le monument à son image, déjà commandé à Michel-Ange. Durant l'été, le pape se ravise et décide de démolir l'ancien édifice pour construire à la place un bâtiment plus vaste et plus moderne, plus à même de remplir les fonctions d'une basilique pontificale. Ce projet donne lieu à un concours d'architectes, auquel prennent part un grand nombre d'artistes qui se succèdent pendant environ 120 ans. Les travaux se poursuivent depuis le pape Léon X au pape Innocent X.
Le pape Jules II, puis son successeur Léon X, ont recours aux indulgences pour financer la construction de la basilique Saint-Pierre, ce qui provoque la réaction de Martin Luther. Le moine allemand condamne le commerce des indulgences dans ses 95 thèses (31 octobre 1517) comme une pratique abusive de l'Église catholique qu'il assimilait à une manipulation de la volonté de Dieu. Cette date symbolique correspond à la naissance du protestantisme. Ce sont essentiellement des troupes mutinées luthériennes (lansquenets allemands) qui perpétreront en 1527 le sac de Rome.

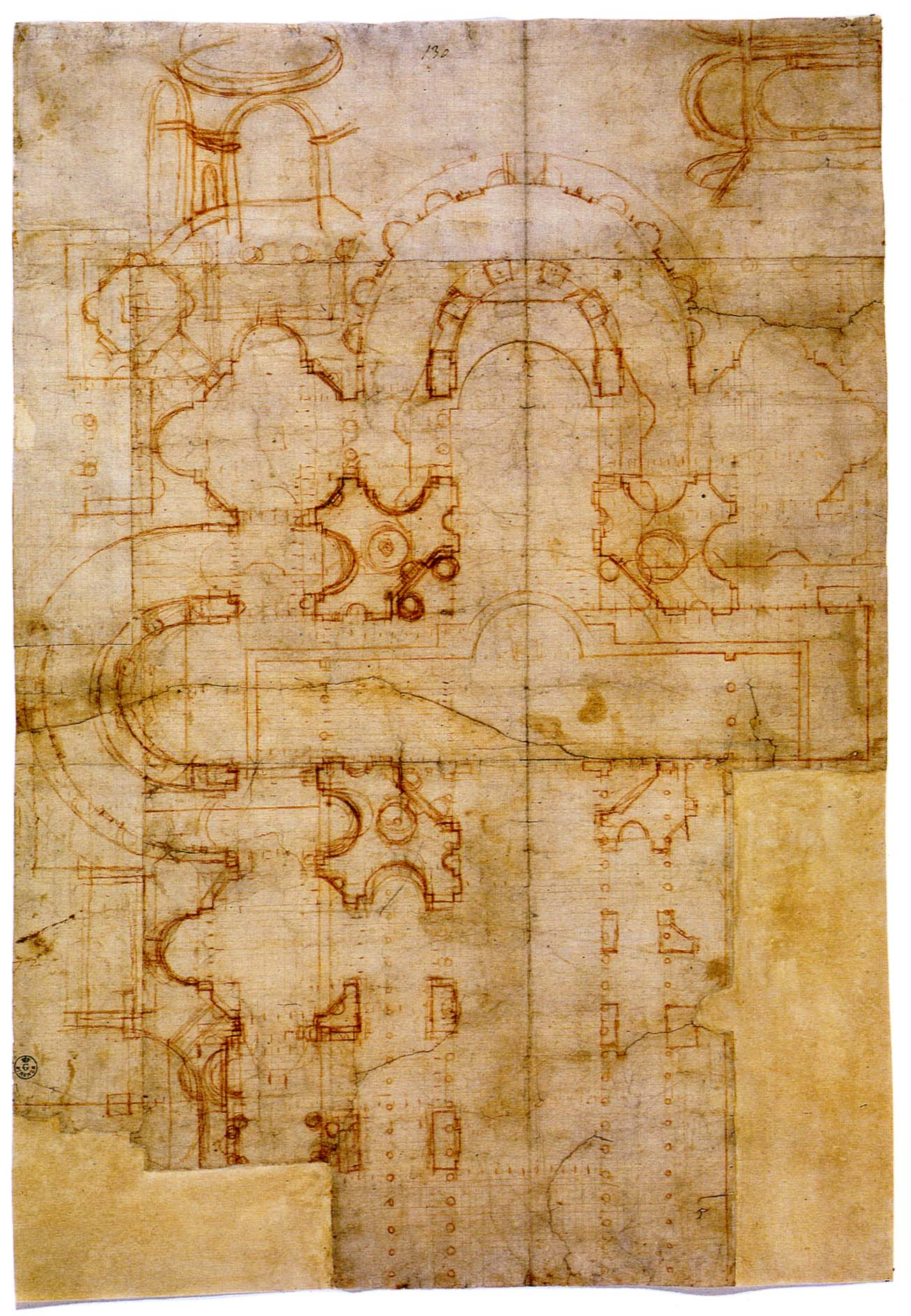
Feuille avec plusieurs phases du projet de Bramante.

L'un des plans de Bramante.

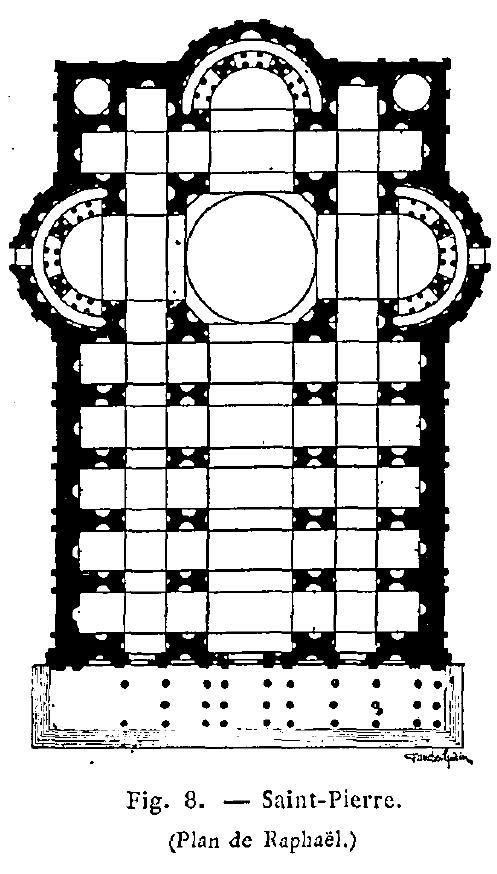
Plan de Raphaël.

#### Projet de Bramante
Le projet du pape Jules II suscite un grand nombre de propositions émanant de nombreux architectes. C'est finalement le plan de Bramante qui est choisi pour la future basilique. Celui-ci est en rupture avec le plan de l'antique basilique. Le plan est certainement choisi dès 1506, année où est frappée une médaille avec d'un côté le portrait de Jules II et de l'autre le projet de la nouvelle basilique. Le projet initial est un édifice à plan central en forme de croix grecque contenue au sein d'un cercle, avec quatre éléments plus petits en croix grecque dans les angles ; la croisée doit être surmontée d'une coupole hémisphérique soutenue par une colonnade. Cette forme de croix grecque symbolise le Christ universel. Le choix d'un édifice à plan central tient compte de la combinaison du martyrium des débuts du christianisme, presque toujours avec plan central, et du plan central vu comme l'expression de la perfection mathématique symbolisant la perfection divine. Lors de l'élaboration des plans de la nouvelle église, Bramante rencontre cinq problèmes majeurs : la position du tombeau de saint Pierre, placé devant le maître-autel et destiné à devenir le centre sous le dôme, la présence derrière l'abside de fondations creusées pour un nouveau chœur dans les années 1450 et jamais achevé, la place limitée par les bâtiments du Vatican d'un côté et le besoin de laisser aux pèlerins l'accès au tombeau de l'apôtre, la nécessité d'une loggia sur la façade pour la grande cérémonie annuelle de la bénédiction Urbi et orbi du pape.
Bramante dessine une basilique deux fois et demie plus longue que l'ancienne mais aussi trois fois et demie plus large, pour une surface de 24 000 m2. Le plan de Bramante fut toujours contesté : forme difficile de point de vue liturgique, il n'offrait pas assez de place aux processions et grands rassemblements, les sacristies et chapelles étaient trop nombreuses, il faisait reculer la façade de l'église au-delà de l'atrium existant et perdait ainsi une partie de l'espace qui aurait pu servir à l'intérieur, mais la forte personnalité de Jules II rendit vaine toute protestation.
Le pape Jules II fait poser la première pierre le 18 avril 1506. Le dôme est inspiré du plan du Panthéon à Rome, à la différence que le dôme du Panthéon est soutenu par un mur cylindrique continu, alors que celui du projet de Bramante n'était soutenu que par quatre piliers, suivi en cela par l'actuelle coupole construite par Michel-Ange. Ce dôme devait être surmonté d'une lanterne sur le modèle de celle de la cathédrale de Florence conçue par Michelozzo pour Brunelleschi.
Bramante avait envisagé un dôme central entouré de quatre dômes plus petits, dans les axes diagonaux. Le chœur, la nef et les transepts étaient conçus à deux travées finissant en une abside. À chaque coin du bâtiment serait érigée une tour, afin d'obtenir un plan carré, avec des absides en projection, chacune pourvue de deux grands contreforts radiaux, qui devaient équarrir sa forme demi-circulaire.

#### Sangallo et Raphaël
Après la mort du pape Jules en 1513, Bramante, mort en 1514, fut remplacé par Giuliano da Sangallo et Giovanni Giocondo, qui moururent tous deux en 1515, puis par Raphaël. Le changement principal dans le plan de Raphaël fut la nef à cinq travées, ajoutant l'équivalent de trois travées à l'est, avec une série de chapelles absidiales dans les allées latérales. Le plan de Raphaël pour le chœur et les transepts renforçait encore davantage l'aspect carré des murs extérieurs en réduisant les tours, et soulignait les absides semi-circulaires en les entourant chacune d'un déambulatoire.

#### Peruzzi
En 1520, Raphaël mourut à son tour, à l'âge de 37 ans. Son successeur, Baldassarre Peruzzi, maintint les changements que Raphaël avait proposés pour l'arrangement intérieur des trois absides principales, mais apporta d'autres modifications, se rapprochant du plan en croix grecque et d'autres détails du plan de Bramante. En 1527, le sac de Rome par des troupes mutinées de l'empereur Charles Quint interrompit les travaux qui ne reprirent qu'en 1534. Peruzzi mourut en 1536 sans voir l'achèvement de son plan.

#### Sangallo le Jeune

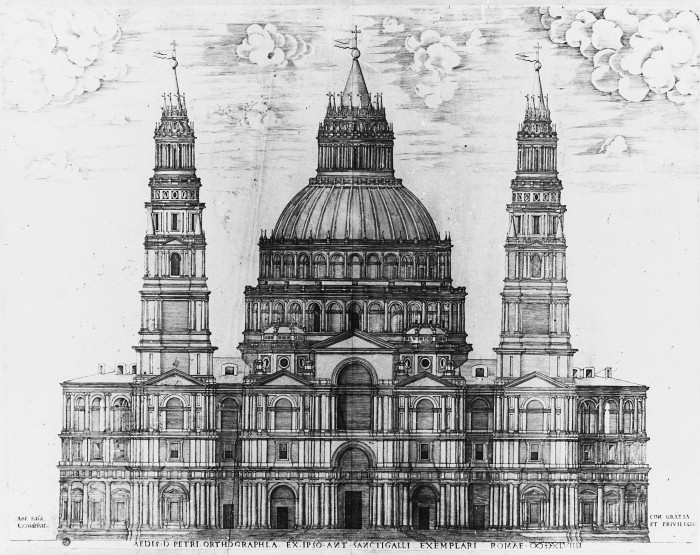
Projet de Sangallo : façade très ornée, avec deux hautes tours et un nouveau dôme de structure complexe.

Prenant la suite, Antonio da Sangallo le Jeune soumit un plan combinant dans son apparence les caractéristiques de ceux de Peruzzi, Raphaël et Bramante, en dynamisant la perspective de l'édifice et en le prolongeant par une nef courte pourvue d'une large façade et d'un portique. Par rapport à celui de Bramante, son nouveau dôme était beaucoup plus compliqué, tant au niveau de la structure qu'à celui de la décoration, et il était pourvu de côtes extérieures. Comme Bramante, Sangallo proposa une lanterne surmontant le dôme, conçue sous une forme plus grande et beaucoup plus compliquée. L'essentiel du travail de Sangallo fut finalement de renforcer considérablement les piliers centraux, qui commençaient à donner des signes de faiblesse.

#### Œuvre déterminante de Michel-Ange
Le 1er janvier 1547, sous le règne du pape Paul III, Michel-Ange, déjà septuagénaire, succéda à Antonio da Sangallo le Jeune comme capomaestro, surintendant de la construction de la basilique. On peut le considérer comme le principal auteur des bâtiments tels qu'ils se présentent aujourd'hui et comme l'architecte grâce à qui le projet fut achevé. Ce n'est pas de gaîté de cœur qu'il s'engagea dans cette entreprise, presque contraint par le pape Paul III, contrarié à la fois par la mort du candidat qu'il avait choisi, Giulio Romano, et par le refus de Jacopo Sansovino de quitter Venise. Michel-Ange a écrit : « Je n'entreprends cette tâche que pour l'amour de Dieu et en l'honneur de l'Apôtre ». Et il exigea carte blanche pour achever le projet par tous moyens qu'il jugerait utiles.
Michel-Ange reprit le chantier de construction au moment où les quatre énormes piliers, surpassant par leur taille tous ceux bâtis depuis la Rome antique, s'élevaient en arrière de la nef restante de l'ancienne basilique. Il hérita également des nombreux projets conçus par quelques-uns des plus brillants architectes et ingénieurs du XVIe siècle. Certains éléments étaient communs à tous ces projets : le dôme devait rivaliser en grâce avec celui conçu par Filippo Brunelleschi un siècle plus tôt pour la cathédrale Santa Maria del Fiore, qui dominait la Florence de la Renaissance, et le plan devait adopter une forme fortement symétrique, celle de la croix grecque, à l'exemple de la Basilique Saint-Marc à Venise, ou bien de la croix latine, avec des transepts et un chœur de forme identique, à l'exemple de la cathédrale de Florence.
Même si le travail avait peu progressé depuis quarante ans, Michel-Ange ne rejeta pas les idées des architectes précédents, mais s'attacha plutôt à les inclure dans le développement d'une vision globale du projet. Avant tout, Michel-Ange reconnut la qualité essentielle du dessin original de Bramante. Il abandonna donc le plan en croix latine.
La basilique telle qu'on peut la voir aujourd'hui a été prolongée par une nef conçue plus tard par Carlo Maderno. C'est le chœur, dominé par l'immense dôme, qui est proprement l'œuvre de Michel-Ange. À cause de son emplacement à l'intérieur de la cité du Vatican et parce que la perspective de la nef et de la façade cache le dôme depuis la place Saint-Pierre, le travail de Michel-Ange est mieux apprécié à une certaine distance. Il est toutefois évident que l'architecte a beaucoup réduit les formes géométriques du plan de Bramante, clairement inscrites dans un plan carré, et aussi celles dessinées par Raphaël, sur plan carré à projections semi-circulaires.
Michel-Ange a estompé la disposition géométrique d'origine en établissant une maçonnerie externe massive et en comblant les angles par des sacristies ou des cages d'escaliers. L'effet créé donne l'impression d'une surface de mur continue, seulement fractionnée de saillies et de décrochements, mais les angles droits qui définissent habituellement le changement de direction aux coins d'un bâtiment ont bel et bien disparu. Cet agencement extérieur est ponctué de pilastres corinthiens. Au-dessus d'eux, l'énorme corniche se déroule en une bande continue qui comprime l'ensemble du bâtiment.

### Dôme et plans successifs
Le dôme s'élève à une hauteur totale de 136,57 mètres, depuis le sol de la basilique jusqu'au sommet de la croix qui le surmonte. C'est le second plus haut dôme du monde après la basilique Notre-Dame-de-la-Paix de Yamoussoukro. Son diamètre intérieur est de 41,47 m, donc légèrement inférieur à celui du Panthéon de Rome ou de la cathédrale Santa Maria del Fiore de Florence. Ce diamètre est cependant supérieur à celui de la coupole de la basilique byzantine de Sainte-Sophie à Constantinople, édifiée en 537. Les architectes successifs de la basilique se sont largement inspirés des coupoles préexistantes de la cathédrale de Florence et du Panthéon pour définir les plans du dôme ; ce dernier était déjà annoncé pour être le plus grand de la Chrétienté et du monde.

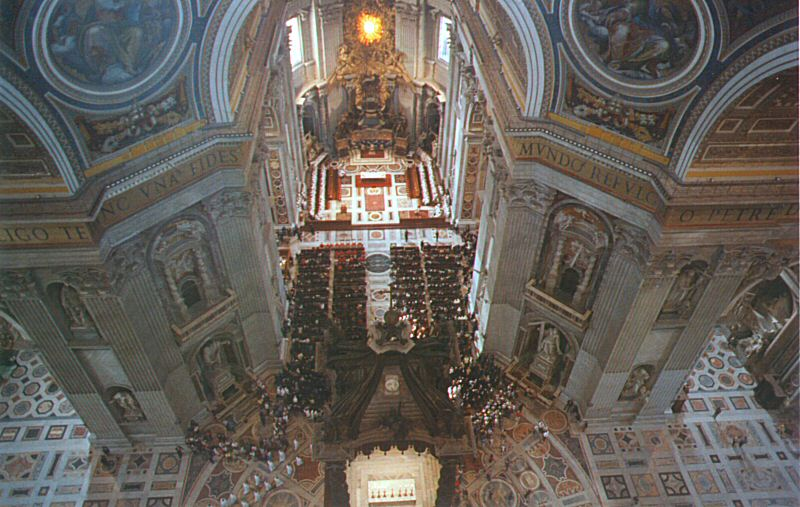
Les énormes piliers qui soutiennent le dôme, vus de la coupole.
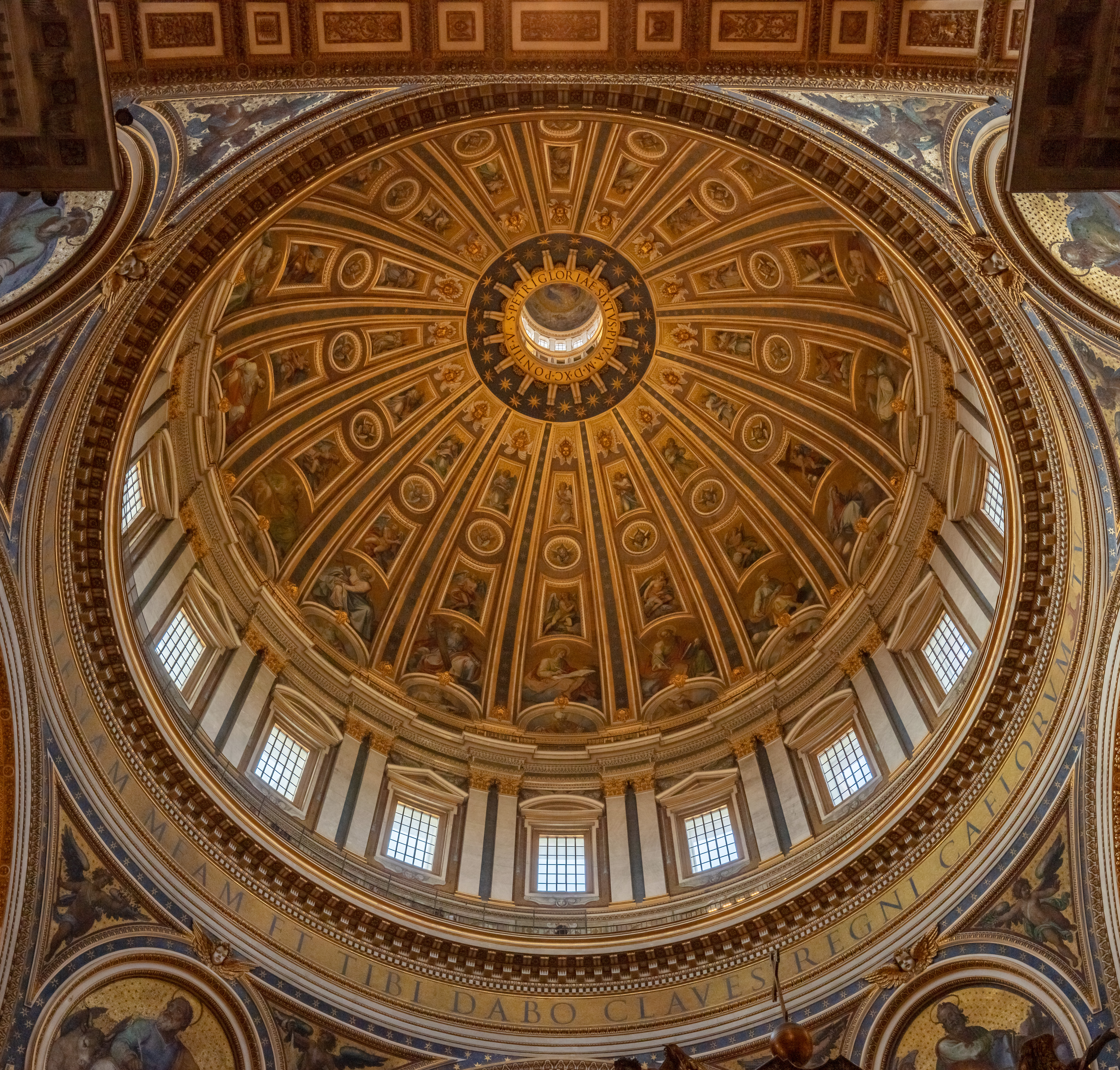
Vue intérieure de la coupole.
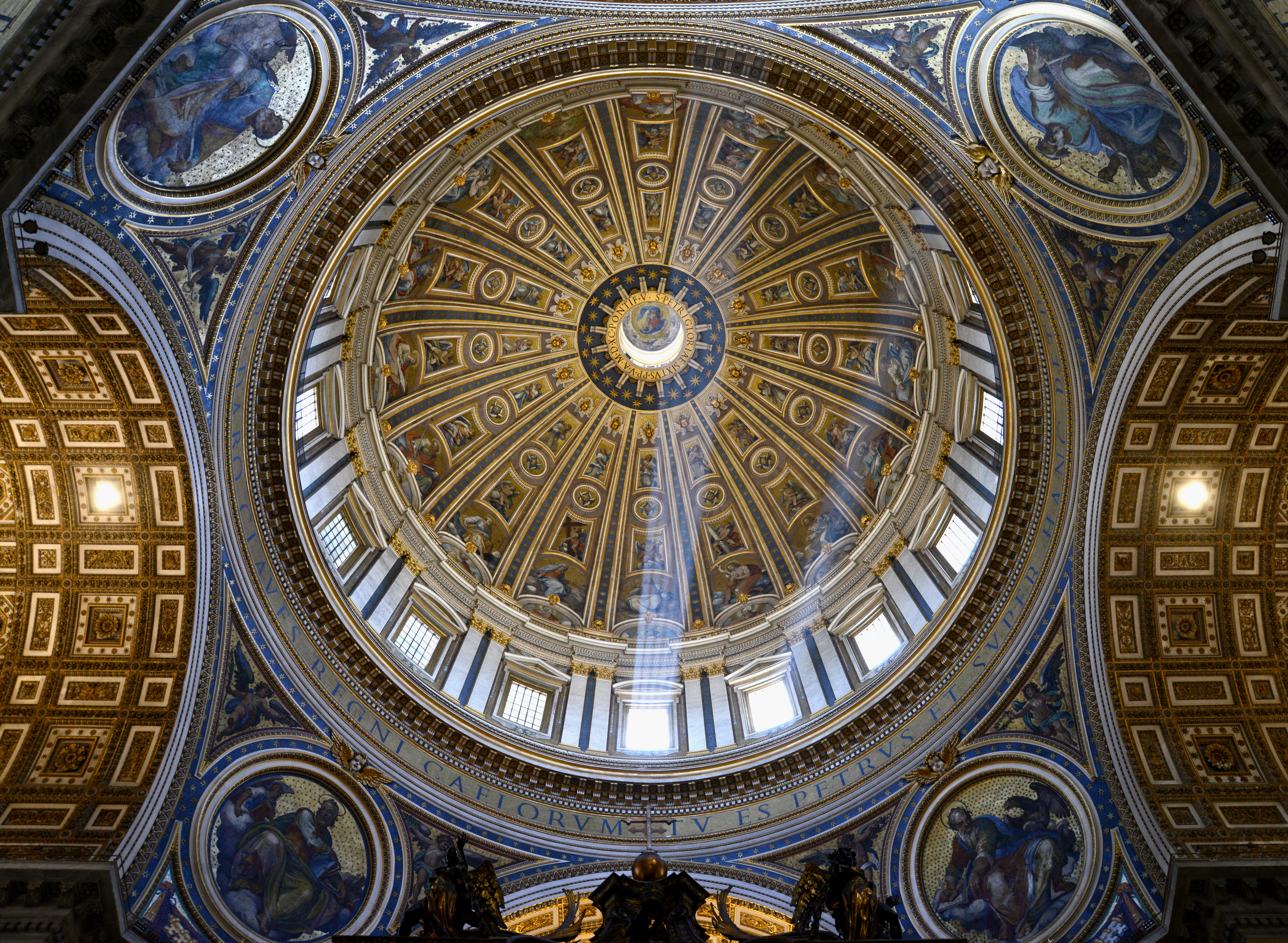
Des rayons du Soleil traversent le dôme de la basilique Saint-Pierre. Mai 2022.

#### Bramante et Sangallo

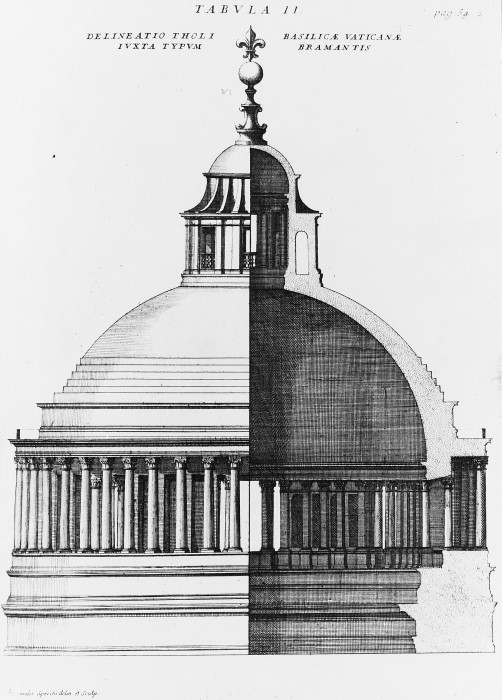
Projet du dôme de Bramante, profil et coupe.

Le plan de Bramante pour le dôme de Saint-Pierre suit de près celui du Panthéon. Il était conçu pour être construit, comme lui, en béton de tuf, dont Bramante avait retrouvé une formule. À l'exception de la lanterne, le dôme de Saint-Pierre était en coupe assez semblable à son modèle, à ceci près qu'à Saint-Pierre, le mur de soutien devait céder la place à un tambour reposant sur quatre piliers massifs.
À la mort de Bramante en 1514, les fondations des piliers de la croisée et du chœur sont prêts, mais les piliers sur lesquels il voulait construire son immense dôme sont insuffisants. Apparemment, il ne laisse pas de plans détaillés et transmet à ses successeurs les difficultés rencontrées et le problème des dimensions imposées par l'espace intérieur de la croisée. Son élève Peruzzi, Raphaël et Antonio da Sangallo le Jeune tentent de trouver des solutions en modifiant les plans, tout en conservant le plan central de la partie est.
La coupole de Sangallo s'inspirait à son tour tout autant de celle du Panthéon que de celle de Florence, mais à Rome, la forme assez délicate de la lanterne, imitant celle de Florence, devait toutefois se commuer en une structure beaucoup plus massive.

#### Michel-Ange et Giacomo della Porta

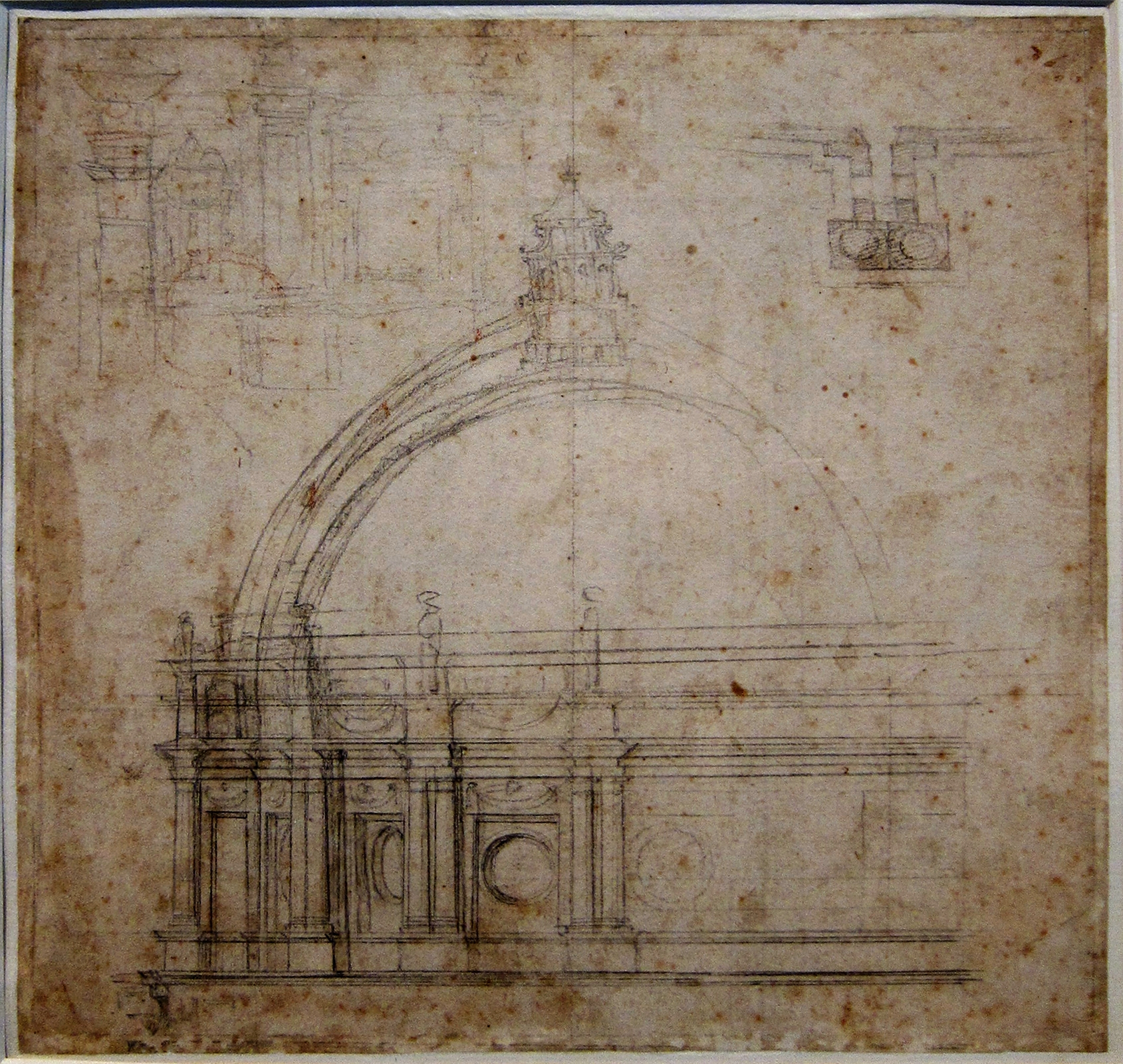
Étude de Michel-Ange pour le Dôme de Saint-Pierre, Palais des Beaux-Arts de Lille.

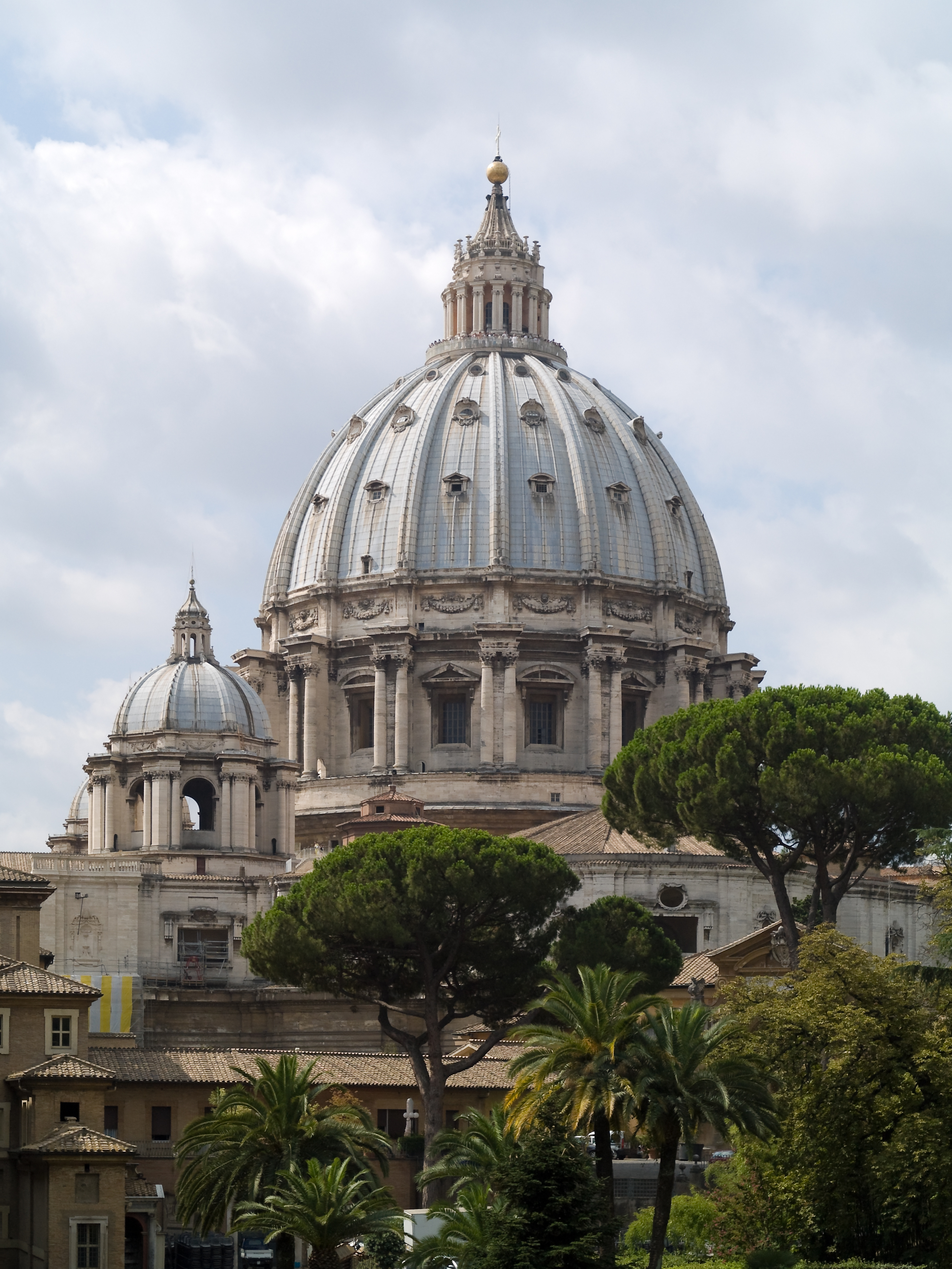
Le dôme à double coque vu d'une galerie des musées du Vatican : le tambour aux colonnes géminées qui prolongent les nervures est percé de seize fenêtres dotées alternativement d’un fronton triangulaire ou à segments ; l'attique est orné en guirlandes ; la calotte est percée de trois rangées de lucarnes.

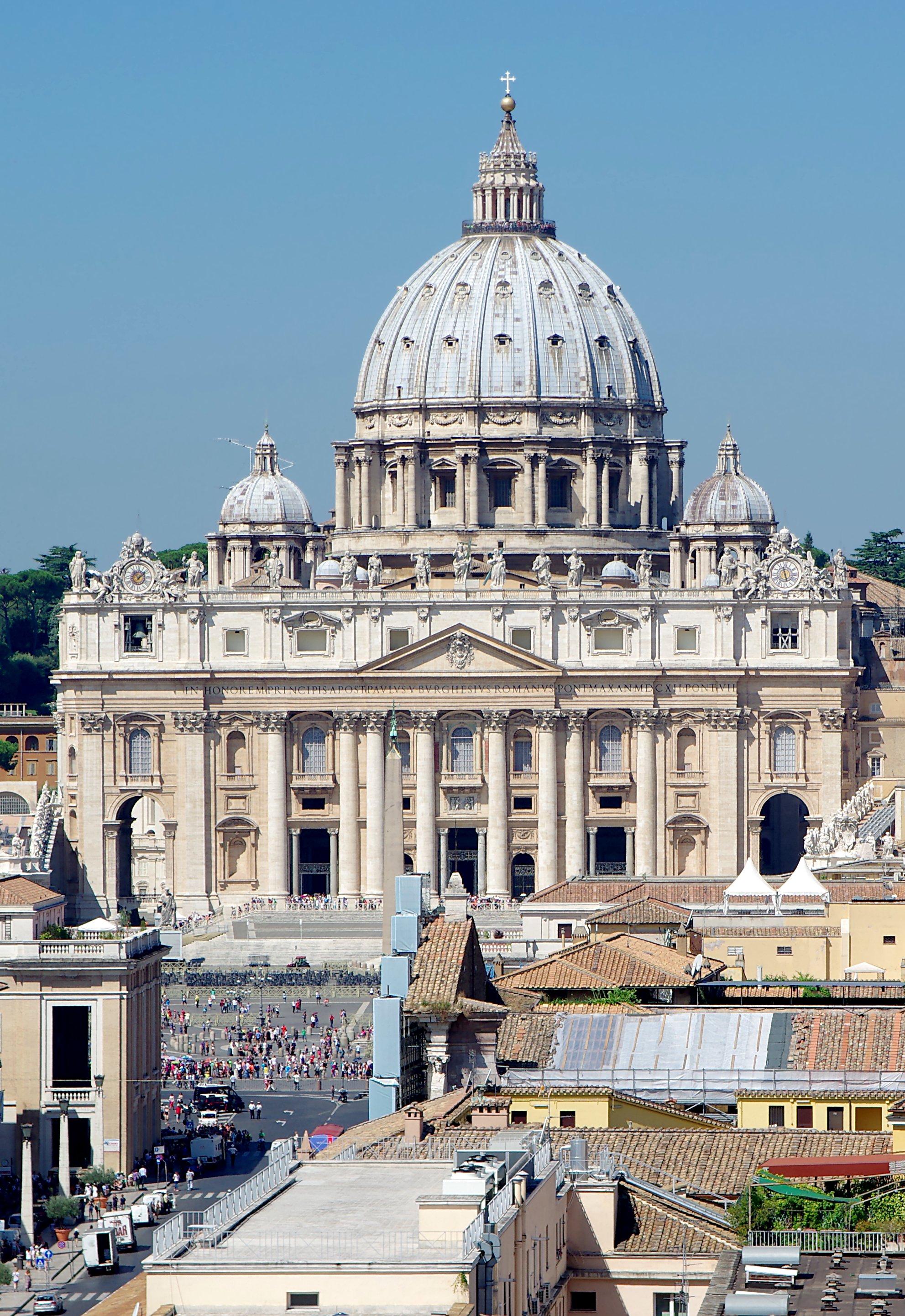
La basilique Saint-Pierre et son immense dôme vus du château Saint-Ange.

Après la mort de Sangallo en 1546, Michel-Ange reprend la conception du dôme, en tenant compte de tout ce qui avait été fait auparavant. Son dôme, comme celui de Florence, est constitué de deux coques, l'extérieure en pierre comportant 16 côtes principales (16 arêtes ou nervures rayonnantes sur cintres relayées entre chacune d'elles par trois nervures secondaires), ces arcs de soutien renforçant la solidité du dôme), deux fois plus qu'à Florence, mais moins que dans le projet de Sangallo. Comme dans les plans de Bramante et Sangallo, le dôme est élevé sur un tambour supporté par des piliers. Le péristyle de Bramante et l'arcade de Sangallo sont ramenés à 16 paires de colonnes corinthiennes, chacune de 15 mètres de haut. Visuellement, elles semblent supporter chacune des côtes du dôme, mais structurellement elles sont probablement tout à fait surabondantes. La raison en est que le dôme est de forme ovoïde, montant abruptement, à l'imitation de la coupole florentine, et exerçant donc moins de poussée vers le sol que ne le fait un dôme hémisphérique, comme celui du Panthéon, qui doit être soutenu par un solide mur de soutènement,.
Le profil ovoïdal du dôme a été le sujet de beaucoup de spéculations et de débats universitaires durant les siècles passés. Michel-Ange mourut en 1564, ayant achevé le tambour du dôme et considérablement renforcé les piliers de Bramante. Après sa mort, le travail fut poursuivi par son assistant Vignola, assisté de Giorgio Vasari, chargé par le pape Pie V de veiller au strict respect des plans de Michel-Ange. En 1585, l'énergique pape Sixte Quint désigna Giacomo della Porta, aidé de Domenico Fontana. Son pontificat de cinq ans devait voir l'avancement rapide de la construction.
Michel-Ange a laissé des plans, dont une des premières esquisses du dôme et quelques dessins de détail. On a aussi les gravures très détaillées publiées en 1569 par Étienne Dupérac, qui les présentait comme le dernier jet voulu par le maître. Michel-Ange, comme Sangallo, a laissé un grand modèle en bois. Giacomo della Porta a modifié ce modèle par la suite, conformément aux changements qu'il a effectués dans l'architecture de la basilique. Ces changements ne dénaturaient pas, pour la plupart, l'œuvre originale et consistaient en de petites améliorations, comme l'ajout d'impostes de lions sur le tambour en l'honneur du pape Sixte Quint et celui d'un bandeau de pinacles autour de la flèche au sommet de la lanterne, ainsi que le proposait Sangallo. Le seul changement important apporté au modèle par della Porta — à moins qu'il ne l'ait été par Michel-Ange lui-même juste avant sa mort — fut la décision d'élever la coque extérieure du dôme extérieur plus en hauteur.

#### Achèvement du dôme

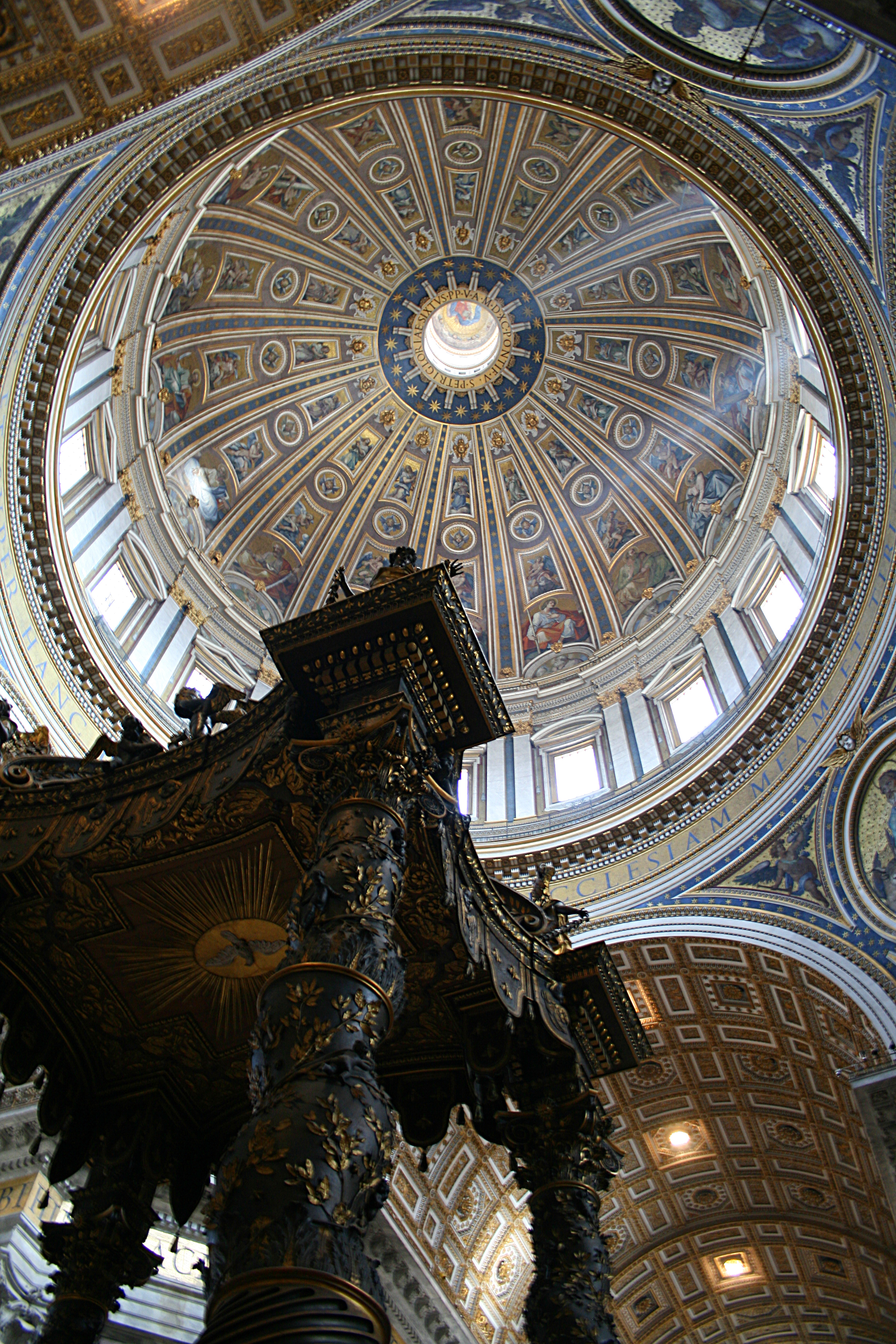
Le dôme achevé par Fontana et della Porta.

Giacomo della Porta et Domenico Fontana achevèrent la construction du dôme en 1590, dernière année du pontificat de Sixte V.
Avant de placer le cintre, où il n'entra pas moins de onze cents poutres, dont cent avaient cinq pieds de diamètre, les deux artistes tracèrent le dessin complet de la coupole, avec toutes ses proportions, dans la vaste basilique de Saint-Paul ; puis ils se mirent à l'œuvre. Commencée le 15 juillet 1588, « la coupole, qui a été voûtée en vingt-deux mois par six cents hommes qui travaillaient tous les jours, et souvent la nuit, a été bâtie à la hâte, sans aucune précaution,. Le 14 mai 1590, on en plaça la dernière pierre bénie par le pontife, au bruit de l'artillerie du château Saint-Ange. On avait employé cinq cent mille livres pesant de cordages pour élever les matériaux, trente milliers de fer pour lier la coupole qui est double et serrer l'intérieur par deux cercles, un million de livres de plomb pour le revêtement extérieur et dépensé pour les seules voûtes deux cent mille écus d'or ».
Le pontificat de son successeur, Grégoire XIV, vit la réalisation de la lanterne par Fontana et la gravure de l'inscription en l'honneur de Sixte Quint. Le pape suivant, Clément VIII, fit mettre en place la croix, événement qui prit toute une journée durant laquelle sonnèrent les cloches de toutes les églises de la ville. Les bras de la croix renferment deux coffrets de plomb, l'un contenant un fragment de la Vraie Croix et une relique de saint André, l'autre contenant des médaillons de l'Agneau Saint.

#### Consolidation du dôme

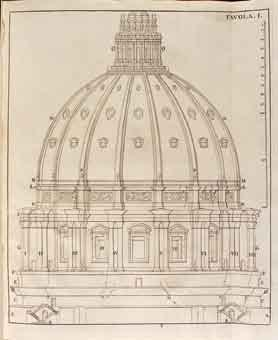
Dôme de la basilique Saint-Pierre de Rome, dans les Mémoires de Giovanni Poleni (1748).

En 1741, des fissures apparaissent sur la coupole intérieure. L'année suivante, le pape Benoît XIV prend conseil auprès de nombreux mathématiciens et physiciens, dont Ruggiero Giuseppe Boscovich, François Jacquier, et Thomas Leseur. Finalement le pape mandate en 1743 le physicien italien Giovanni Poleni, pour la vérification statique de l'équilibre de la coupole,. Ce dernier constate dans son rapport au pape, que Michel-Ange, puis son successeur Giacomo della Porta se sont éloignés de la courbe idéale de la « chaînette renversée » qui permet de suivre et de contenir la ligne de poussée. En conséquence, il suggère au pape, le 10 juin 1743, par sécurité, le renforcement du dôme, par cinq anneaux métalliques, (plus un sixième anneau, posé en remplacement d'un des trois anneaux d'origine, inclus dans la maçonnerie, qui est apparu cassé), qui seront installés, de 1743 à 1748, par Luigi Vanvitelli, l'architecte responsable de la basilique. Ces six anneaux la ceinturent encore aujourd’hui.
Son rapport au pape Benoît XIV, de 1743, sera publié ultérieurement dans « Memorie istoriche della Gran Coupola del Tempio Vaticano » en 1748,.

#### Restauration de la coupole
Simultanément aux travaux de consolidation du dôme, a commencé la restauration de la coupole intérieure. Elle a pu être menée à bien, grâce au maître maçon de la basilique Nicola Zabaglia, qui a inventé des ponts-échelles, ponts suspendus et autres échafaudages concaves, afin de pouvoir réaliser le comblement des fissures, et la restauration des fresques.
Sur le pourtour interne de la coupole est écrit, en lettres de 2 mètres de haut :
Sous la lanterne est inscrit :

### Changement de plan et achèvement de la basilique par Maderno

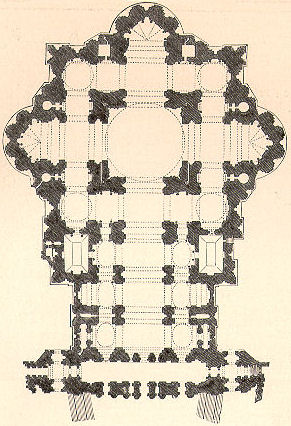
Plan de Carlo Maderno.

Sous le pape Paul V, le 18 février 1606, premier jour du Carême, fut achevée la démolition de la partie restante de la basilique constantinienne. Les croix de marbre fixées à la partie supérieure du fronton par le pape Sylvestre et l'empereur Constantin furent abattues. Les poutres furent récupérées pour la construction du toit du Palais Borghese, et deux colonnes de marbre noir, les plus grandes connues de cette nature, furent soigneusement mises de côté pour être plus tard réutilisées dans le narthex. Les tombeaux de plusieurs papes furent ouverts, et les trésors qu'ils contenaient retirés avant leur réinhumation dans la nouvelle basilique.
Le pape nomma Carlo Maderno en 1602. Maderno était un neveu de Domenico Fontana, qui s'était montré lui-même comme un architecte dynamique. L'idée de Maderno était d'entourer de chapelles le bâtiment de Michel-Ange, mais le pape hésitait à s'écarter du plan du maître, même si celui-ci était mort depuis quarante ans. Pour la Fabbrica ou Comité de la construction, qui regroupait des experts de diverses nationalités, généralement méprisés par la Curie, qui voyait la basilique comme appartenant à Rome plutôt qu'à la chrétienté, c'était un dilemme de décider de la façon dont on devait continuer la construction. L'un des facteurs qui influençait leur pensée était le courant de la Contre-Réforme, qui de plus en plus associait le plan en croix grecque avec le paganisme et voyait dans la croix latine le véritable symbole du christianisme.
Ce qui influait aussi sur la pensée à la fois de la Fabbrica et de la Curie, c'était un sentiment de culpabilité à la suite de la démolition de l'ancien bâtiment. Le terrain sur lequel lui-même et ses différentes chapelles, vestries et sacristies avait résisté si longtemps était sanctifié. La seule solution était de construire une nef qui engloberait tout l'ancien espace. En 1607, un comité de dix architectes fut convié, et il fut décidé de prolonger le bâtiment de Michel-Ange par une nef. Les plans de Maderno, à la fois pour la nef et la façade, furent acceptés. La construction commença le 7 mai 1607, avec une armée de 700 travailleurs. La construction de la façade commença l'année suivante et, en décembre 1614, la touche finale fut ajoutée par la décoration en stuc de la voûte, puis, au début de 1615, le mur de séparation entre les deux tranches de travaux fut mis à bas. Les gravats furent évacués juste à temps pour le dimanche des Rameaux.
La basilique fut consacrée par le pape Urbain VIII, le 18 novembre 1626.
Cette façade est souvent citée comme la partie architecturale la moins satisfaisante de toute la basilique, construite en toute hâte, entre la contrainte de ne pas revenir sur l'œuvre de Michel-Ange et la volonté d'ajouter de hautes tours aux deux extrémités. Ces tours ne furent jamais exécutées, mais il en est résulté un alourdissement considérable des ailes et une augmentation de la hauteur de l'ensemble au niveau de l'attique, qui masque la vue du dôme depuis la place Saint-Pierre.

### Cloches

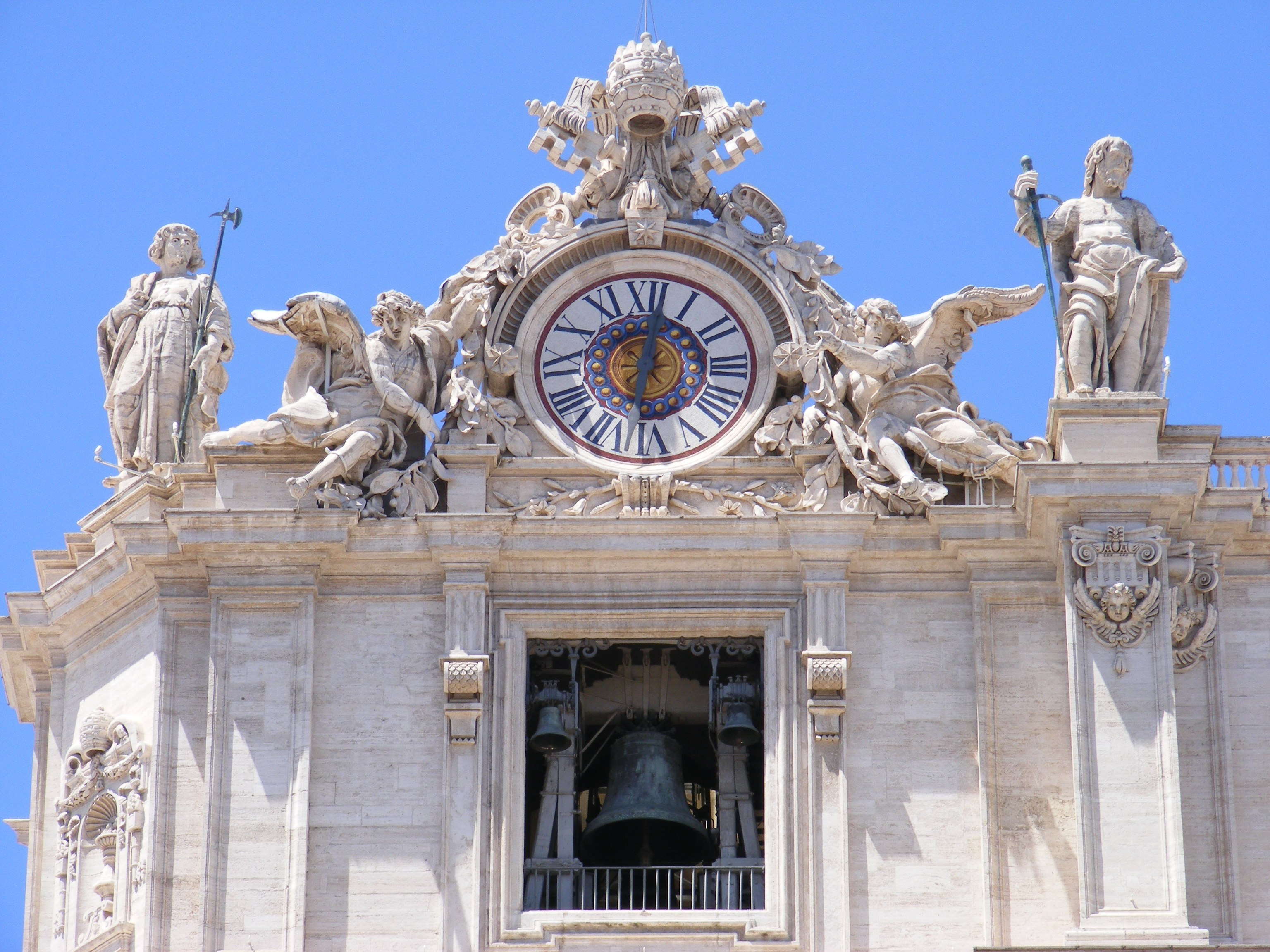
L'horloge monumentale et la fenêtre des cloches.

La basilique ne possède pas de clocher indépendant, les cloches sont placées dans une fenêtre ouverte au-dessous de l'horloge située à l'extrémité sud de la façade. La basilique Saint-Pierre possède six cloches de volée, trois seulement sont visibles depuis la place Saint-Pierre. Ces cloches servent également de sonnerie pour l'horloge. Le bourdon a été fondu en 1785, pèse près de 9 tonnes et a un diamètre de 2,30 mètres.
Liste des cloches de la basilique par ordre décroissant du poids :
- Il Campanone (bourdon)[N 7] : Mi2, fondue en 1785, masse : 8 950 kg, diamètre : 231,6 cm
- Il Campanoncino : Sib2, fondue en 1725, masse : 3 640 kg, diamètre : 177,2 cm
- Campana della Rota : Ré3, fondue au XIIIe siècle, masse : 1 815 kg, diamètre : 136,1 cm
- Campana della Predica[N 8] : Fa3, fondue en 1909[N 9], masse : 830 kg, diamètre : 108,5 cm
- Campane Ave Maria : Si3, fondue en 1932, masse : 250 kg, diamètre : 75 cm
- Campanella (benjamine) : Do4, fondue en 1825, masse : 235 kg, diamètre : 73 cm

Le plénum des six cloches n'est sonné que quelquefois dans l'année à l'occasion des grandes fêtes religieuses (Noël, Pâques, Ascension, Pentecôte, Assomption et Toussaint) ainsi que pour la fête de Saint Pierre, le 29 juin.
Depuis le conclave de 2005, les cloches de Saint-Pierre ont un rôle essentiel : leur son est le signe de l'issue positive du conclave. Cette mesure a été mise en œuvre pour éliminer tout doute quant à la couleur de la fumée précédant l’annonce Habemus Papam. Cette nécessité a encore été prouvée lors du conclave de 2013 : à 19 h 6, une fumée assez foncée sort abondamment de la cheminée, puis sa teinte oscille entre blanc et foncé, mais, après une quinzaine de secondes, les six cloches se mettent à sonner à toute volée, confirmant ainsi la fumée blanche, qui continuera à jaillir sept minutes durant.

### Narthex et portails

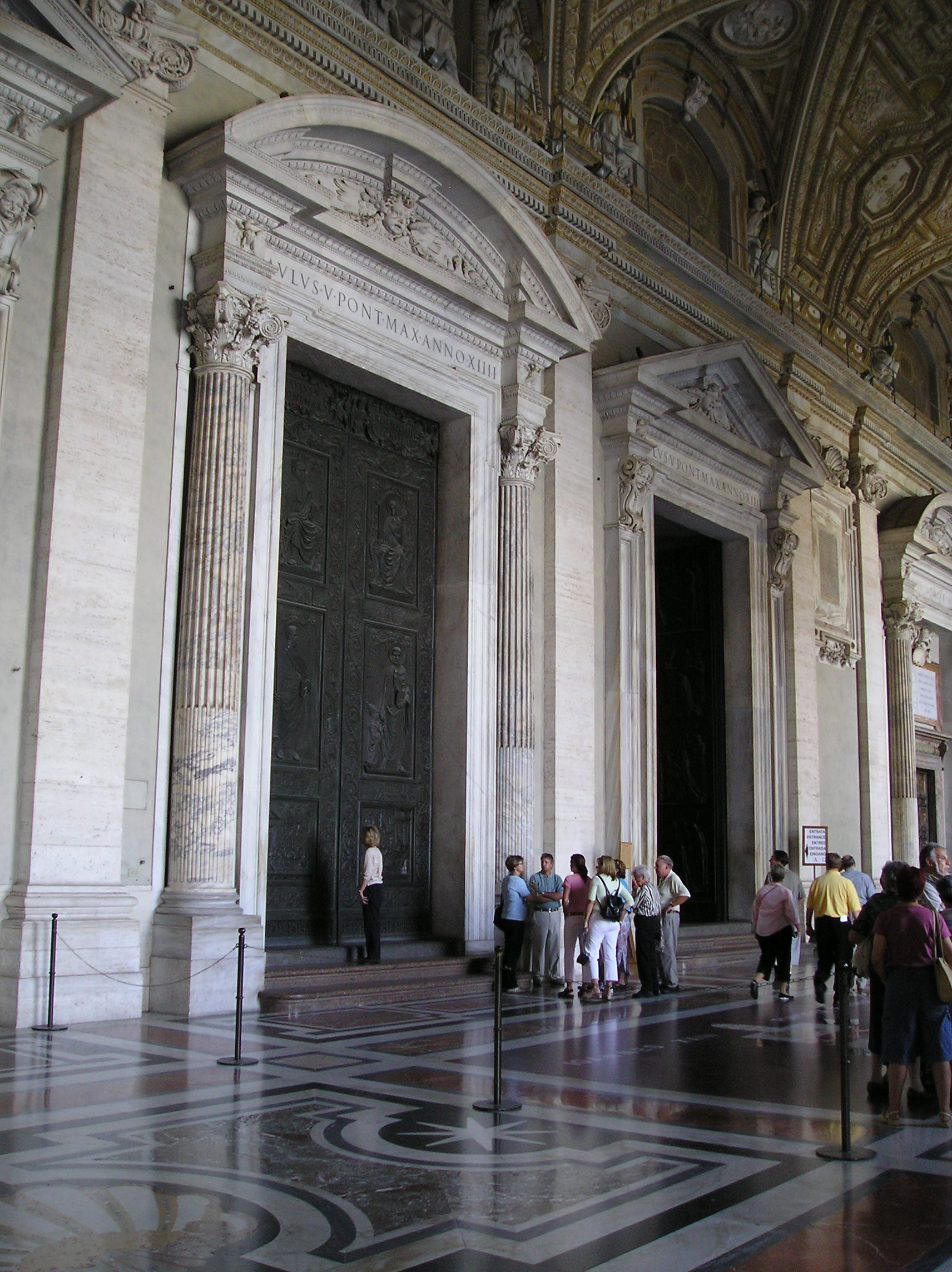
Le narthex et les portails.

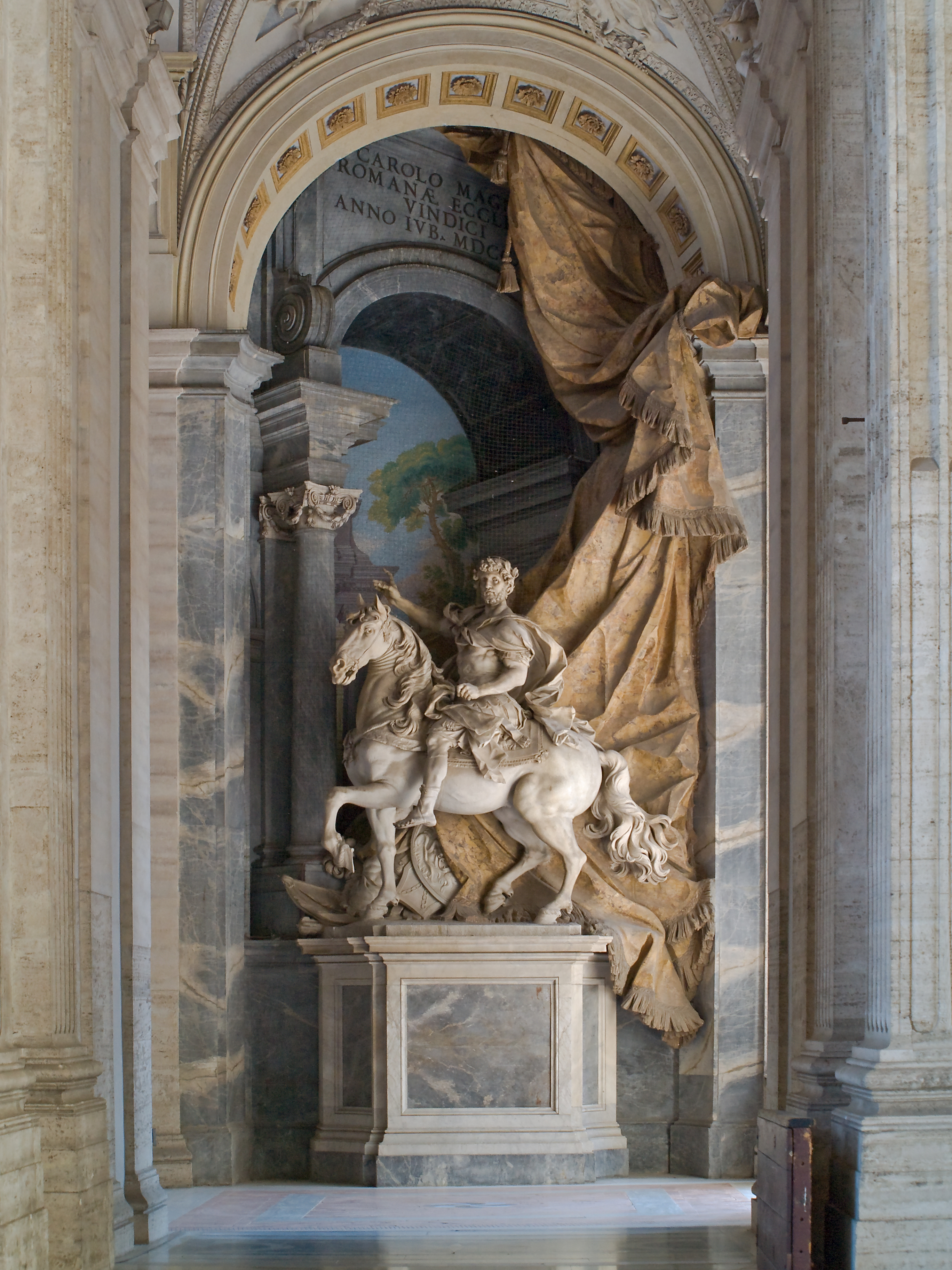
Statue équestre de Charlemagne, par Agostino Cornacchini (1725).

Derrière la façade de Saint-Pierre s'étend un long portique ou narthex qui rappelle ceux des grandes églises romanes ou byzantines et dont Maderno fut le plus satisfait. La longue voûte décorée de stucs et de dorures reçoit la lumière de petites fenêtres situées entre les pendentifs, tandis que le sol de marbre reflète la lumière de la place. Elle est fermée à chaque extrémité par des espaces théâtraux encadrés de colonnes ioniques montrant les statues équestres de Constantin par Le Bernin (1670) au nord et de Charlemagne par Cornacchini (XVIIIe siècle) au sud.
Cinq portails, dont trois sont encadrés de colonnes antiques, donnent accès à la basilique (le sixième appelé Porte Sainte se trouve à l'extrémité nord, mais reste muré entre les jubilés). Le portail central, appelé porte de Filarete, daté de 1455, récupéré de l'ancienne basilique constantinienne, a des vantaux de bronze créés par Antonio di Pietro Averlino dit « Le Filarète » par l'élargissement des panneaux de la porte principale de l'ancienne basilique constantinienne.

### Nef

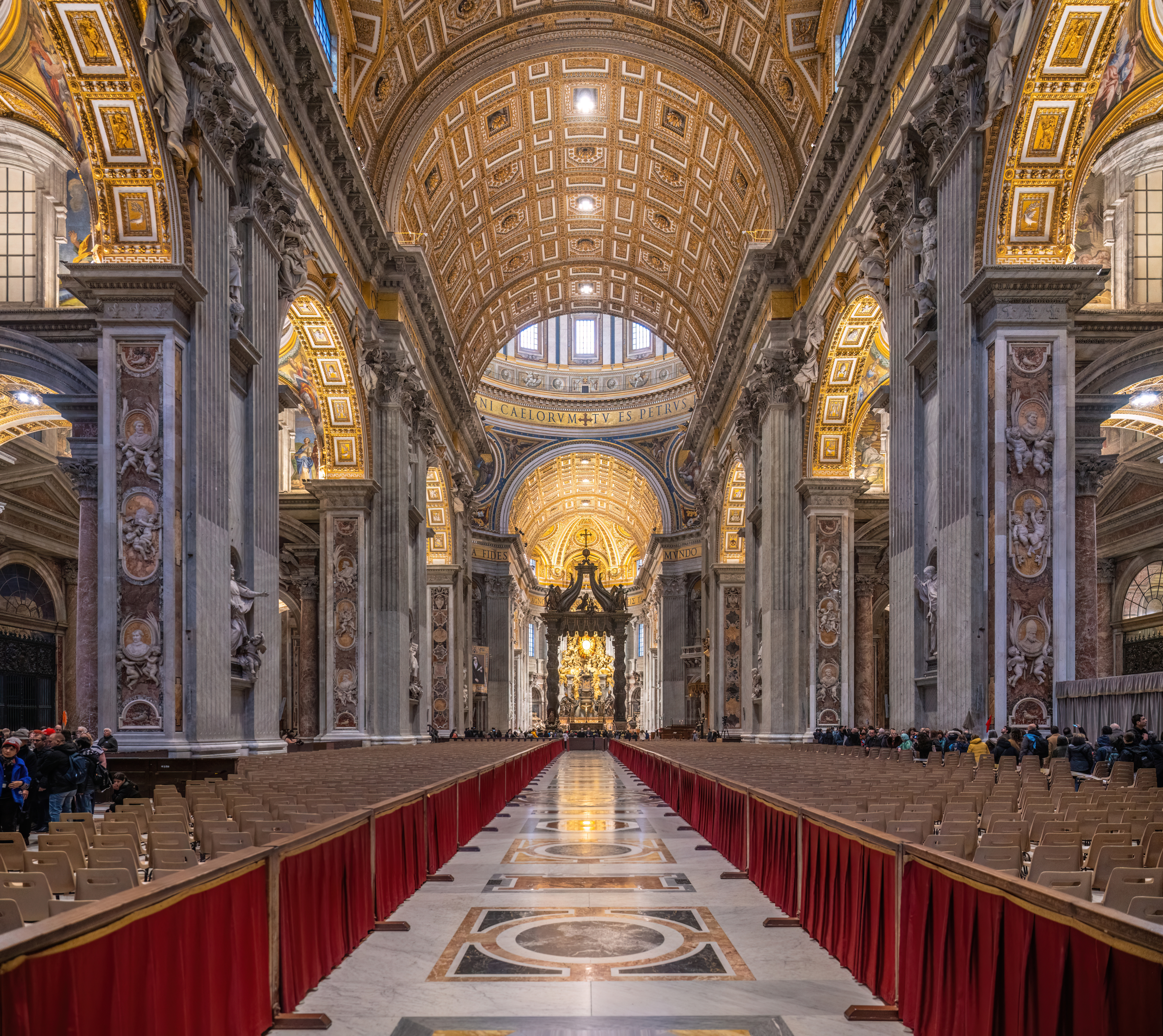
Nef de la basilique : le plan apparaît légèrement désaxé.

Maderno ajouta au plan en croix grecque de ses prédécesseurs une nef à trois travées, de dimensions différentes de celles déjà réalisées par Michel-Ange. Il désaxa légèrement cette nef de l'ensemble du chœur, non par accident ou erreur de calcul, comme l'ont suggéré ses détracteurs, mais semble-t-il afin d'aligner rigoureusement l'ensemble avec l'obélisque de Caligula réérigé devant la basilique par Domenico Fontana, quelques années plus tôt, en 1586.
La nef repose sur d'énormes pilastres jumelés, conformément au projet de Michel-Ange. Le visiteur est tellement stupéfait des dimensions intérieures qu'elles l'empêchent de se faire une idée juste des proportions du bâtiment. Les quatre anges qui survolent les premiers piliers de la nef, portant l'eau bénite, semblent de taille tout à fait normale, jusqu'à ce qu'on s'en approche. Il devient alors évident que chacun mesure plus de deux mètres de haut. Les déambulatoires comportent chacun deux petites chapelles et une plus grande rectangulaire, la chapelle du Sacrement, et la chapelle du chœur. Elles sont richement décorées de marbres, de stucs, de dorures, de sculptures et de mosaïques. Étonnamment, il y a très peu de peintures, mais certains tableaux, comme la Madone peinte par Raphaël pour la chapelle Sixtine, ont été reproduits ici en mosaïque. La peinture la plus précieuse est une petite icône de la Vierge, provenant de l'ancienne basilique.

### Ajouts du Bernin

#### Baldaquin

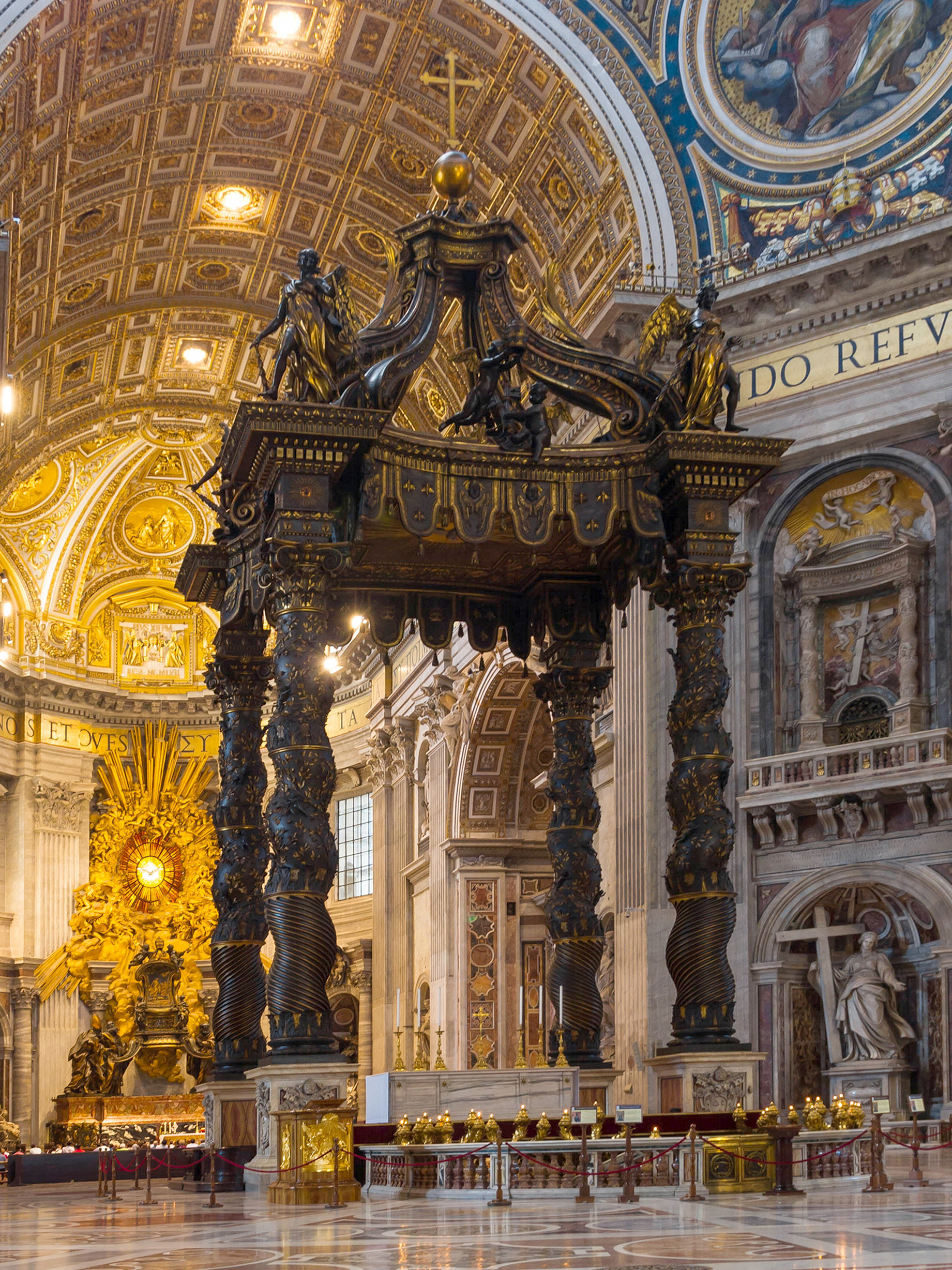
Le baldaquin du Bernin.

Le premier travail du Bernin à Saint-Pierre fut la réalisation de l'immense baldaquin qui surmonte le maître-autel, pièce de bronze doré de 60 tonnes et de 29 mètres de haut, donné pour la plus grande structure de bronze au monde. Pour sa réalisation, mais aussi pour couler l'artillerie du château Saint-Ange, Urbain VIII fit prélever le bronze du portique du Panthéon (Ier siècle av. J.-C.). « C'est au XVIe siècle, au moment où florissaient les arts et l'érudition, sous les yeux des archéologues romains, que ce crime de lèse-antiquité fut commis », d'où la célèbre maxime, Urbain VIII étant de la famille Barberini : « Ce que les barbares n'ont pas fait, les Barberini l'ont fait. »
Cependant l'on sait aujourd'hui que l'auteur caché de cette pasquinade était en réalité l'agent diplomatique du duc de Mantoue, Carlo Castelli, hostile, pour diverses raisons politiques, au pape Urbain VIII. Le pape en était parfaitement au courant, et la chronique de son pontificat tenue au jour le jour, conservée à la Bibliothèque vaticane, identifie formellement Carlo Castelli comme auteur malveillant de la pasquinade; la chronique, à la page 576, après avoir désigné l'ambassadeur Castelli, en appelle à la malédiction de Dieu sur « les langues maudites » qui diffament le pape, alors que son intention était l'embellissement artistique de la basilique Saint-Pierre, et que, dans ce but, le prélèvement de la simple chape de bronze recouvrant l'intérieur du portique de la basilique Santa Maria ad Martyres (Panthéon), n'enlevait rien d'artistique à celle-ci, avant de préciser que l'ambassadeur Castelli, par la suite tombé gravement malade, a demandé pardon de sa médisance : « ... sopra di questi Critici la maledizione di Dio, perché l'Agente del Duca di Mantova che fu Detrattore di aver affissi i Cartelli di quell'infame Pasquinata da famiglia Barbera ad Barberina, egli morse d'infermità e nel letto chiese perdono a Papa Urbano Ottavo (... et de notre temps la malédiction de Dieu a été sentie sur ces critiques, car l'agent du duc de Mantoue [Carlo Castelli], détracteur à l'origine des billets de cette infâme pasquinade jouant sur le mot barbari et le nom de famille Barberini, a été frappé d'infirmité, et de son lit en a demandé pardon au pape Urbain VIII »).
Le pape Urbain VIII souhaitait que les pèlerins entrant dans la basilique puissent immédiatement repérer la tombe de saint Pierre. Il demanda au Bernin d'imaginer une construction qui mette en valeur ce lieu central de la basilique. Dans cet immense espace situé sous la coupole de Michel-Ange, il fallait trouver la juste proportion : ni trop grand, pour ne pas obturer l'espace, ni trop petit, pour ne pas paraître ridicule. Le Bernin imagina alors un gigantesque baldaquin de bronze auquel il chercha, par tous les moyens, à donner une apparence de souplesse et de légèreté. Le baldaquin est inspiré des ciboriums présents dans de nombreuses églises de Rome, visant à créer un espace sacré au-dessus et autour de l'autel, lieu où s'opère le mystère de l'Eucharistie. Ces ciboriums sont généralement faits de marbre blanc incrusté de pierres de différentes couleurs. Le Bernin a conçu quelque chose de complètement différent, qui s'inspire à la fois du baldaquin ou canopée des processions papales et des colonnes qui formaient une sorte d'écran dans l'ancienne basilique. La torsion donnée aux immenses colonnes de bronze est réputée rappeler la forme même de la colonne où Jésus fut lié avant d'être crucifié; selon la tradition, ces colonnes torsadées sont surtout inspirées des "colonnes salomoniques" rapportées du Grand Temple de Salomon à Jérusalem sur ordre de l'Empereur Constantin pour la construction de la crypte de la Tombe de Saint-Pierre au Vatican, quatre des douze colonnes transportées à Rome auraient servi à élever un premier baldaquin au dessus de la scépulture de l'apôtre - lors des travaux de construction de la nouvelle basilique Saint-Pierre, le tombeau est transformé et les colonnes déplacées, Urbain VIII fait placer deux d'entre elles sur le retable de Saint-François dans la chapelle du Saint-Sacrement, une troisième, appelée la Colonna santa a plusieurs fois changé d'emplacement et se trouve actuellement dans la chapelle de la Piéta, entourée d'une balustrade surmontée d'une grille,la légende veut que ce soit sur cette colonne que Jésus-Christ s'appuya lorsqu'il se disputa avec les docteurs du temple - huit autres de ces colonnes antiques sont placées par le Bernin dans les quatre piliers massifs qui soutiennent le dôme, au-dessus des niches abritant les statues de sainte Hélène, saint André, sainte Véronique et saint Longin, la dernière a sans doute disparu  (Raphaël a représenté ces colonnes antiques de manière assez précise dans leur disposition d'origine sur un carton de tapisserie évoquant une scène de la vie de saint Pierre, la fresque La Donation de Rome de l'atelier de Raphaël représente également les colonnes offertes par l'empereur Constantin ; la torsion des colonnes donne par ailleurs un mouvement ascendant à l'ensemble. Enfin, l'artiste atténua l'aspect pesant du bronze obscur en le rehaussant d'éclats d'or. Les quatre colonnes sont décorées de feuillages d'oliviers et d'abeilles, emblème de la famille Barberini, dont est issu le pape Urbain VIII.
Le baldaquin est surmonté non pas d'un fronton architectural, comme dans la plupart de ces structures, mais de pièces courbes soutenant un dais retombant à la manière des brocarts qui surmontent souvent les canopées des dais portant les icônes et images saintes lors des processions. Dans le cas présent, le drapé de la Canopée est en bronze, et tous les détails, y compris les rameaux d'olivier, les abeilles, et les portraits de la nièce du pape Urbain et de son fils nouveau-né, sont relevés à la feuille d'or.
Il est si important qu'il parvient à créer l'effet visuel d'un lien entre l'immense coupole qui semble flotter au-dessus de lui, et l'assemblée des fidèles au niveau du sol. Le regard peut le traverser de toutes les directions, et il est visuellement lié à la Cathedra Petri de l'abside, autant qu'aux quatre piliers et aux statues gigantesques qu'ils abritent à chaque diagonale,.

#### Niches des piliers centraux
Dans le cadre de l'aménagement de l'espace central de l'église, le Bernin creusa, dans les énormes piliers commencés par Bramante et achevés par Michel-Ange, d'immenses niches, comprenant des escaliers et des balcons. Il y eut beaucoup d'inquiétude de la part de ceux qui pensaient que le dôme pourrait s'écrouler, mais cela ne s'est pas produit. Au-dessus des niches conçues pour quatre statues monumentales, le Bernin créa quatre balcons, chacun encadré d'une paire des huit colonnes torsadées de l'ancienne basilique et formant des espaces abritant des chapelles pour la conservation ou la monstration des quatre plus précieuses reliques de la basilique (illustration dans la galerie ci-dessous) : la lance de Longinus, qui aurait percé le flanc du Christ, le voile de Véronique, à l'image miraculeuse du visage du Christ, un fragment de la Vraie Croix à Jérusalem, découverte par Hélène, mère de Constantin, et la relique du chef (le crâne) de saint André, premier apôtre appelé par le Christ et frère de saint Pierre (cette relique fut offerte en 1964 par Paul VI à l'église orthodoxe de Patras en Grèce et n'est donc plus présente dans la chapelle du pillier élevé par Le Bernin,). Chacune des niches contient une énorme statue associée de la sainte relique placée au-dessus d'elle : Sainte Véronique par Francesco Mochi, Sant'Andrea par François Duquesnoy, Santa Elena par Andrea Bolgi et San Longino par Le Bernin,.

#### Chaire de saint-Pierre et chapelle du Saint-Sacrement

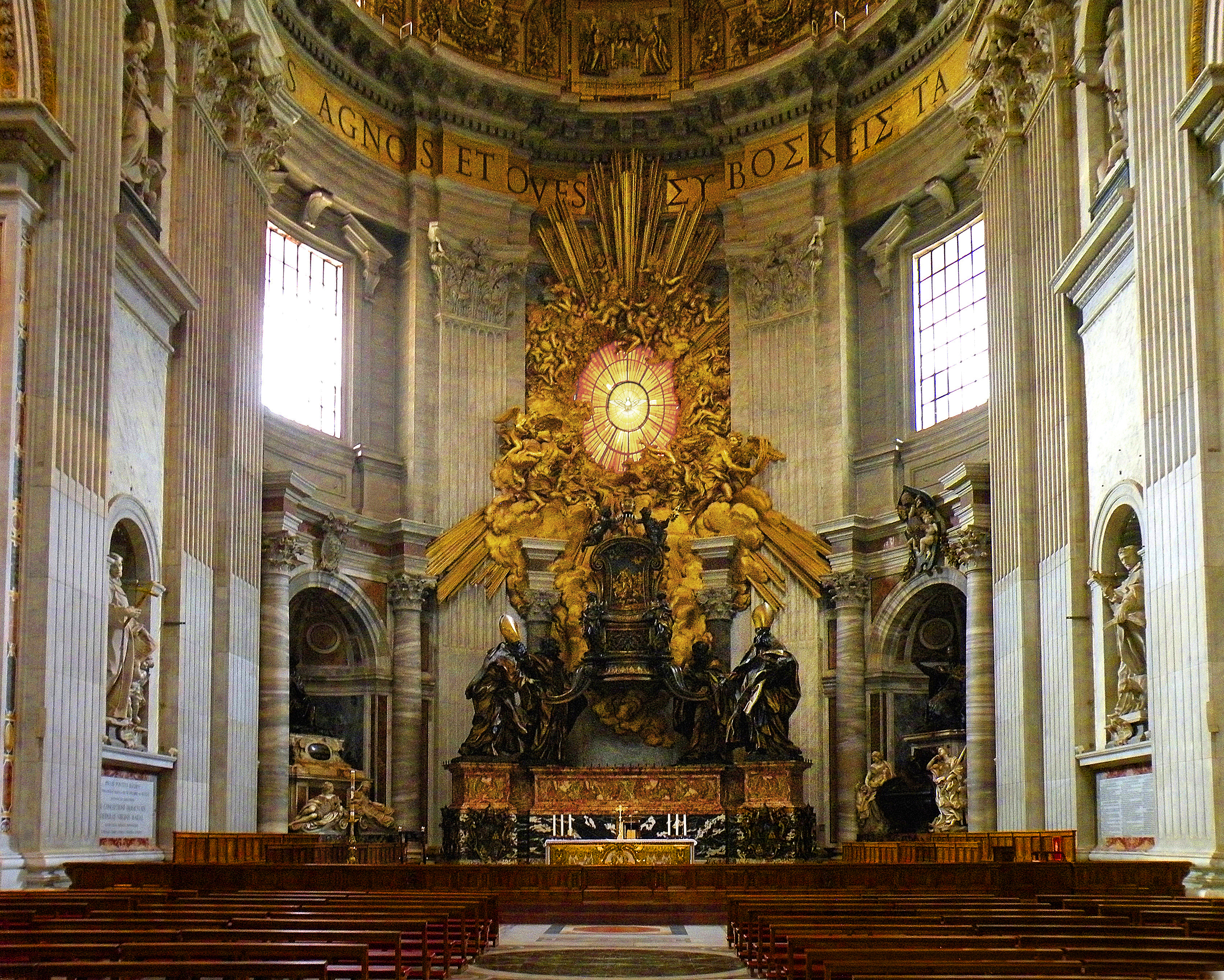
La Cathedra portée par les quatre grands docteurs de l'Église.

Le Bernin s'est également intéressé à une autre relique précieuse : la Cathedra Petri, également appelée Chaire de saint Pierre, présentée comme ayant été utilisée par l'apôtre, mais qui serait une création du XIIe siècle. Comme le trône se dégrade rapidement et qu'il n'est plus réparable, le pape Alexandre VII décide de lui donner une splendeur convenable afin qu'il soit l'objet sur lequel se fonde la lignée de successeurs de Pierre. Le Bernin crée un grand trône de bronze dans lequel il insère la chaire, placé en hauteur sur quatre supports portés par des statues de bronze massives de quatre docteurs de l'Église, les saints Ambroise et Augustin, représentant l'Église latine, Athanase et Jean Chrysostome, pour l'Église grecque. Derrière et au-dessus du Cathedra Petri, un éclat de lumière entre par une fenêtre d'albâtre jaune, illuminant au centre la colombe de l'Esprit Saint. Le peintre Andrea Sacchi, avait exhorté Le Bernin à faire de grands éléments, de sorte qu'ils seraient bien vus à partir du portail central de la nef.[réf. souhaitée] La chaire est accueillie dans sa nouvelle maison par une grande célébration le 16 janvier 1666.
La dernière œuvre du Bernin, dans la basilique, est entreprise en 1676 : il s'agit de la décoration de la chapelle du Saint-Sacrement. Pour retenir les visiteurs, il conçoit une version miniature, en bronze doré, du Tempietto de Bramante, la petite chapelle qui marque le lieu de la mort de saint Pierre. De chaque côté se trouve un ange, l'un regardant fixement avec un sourire d'adoration et l'autre à la recherche du spectateur en signe de bienvenue.

#### Place Saint-Pierre

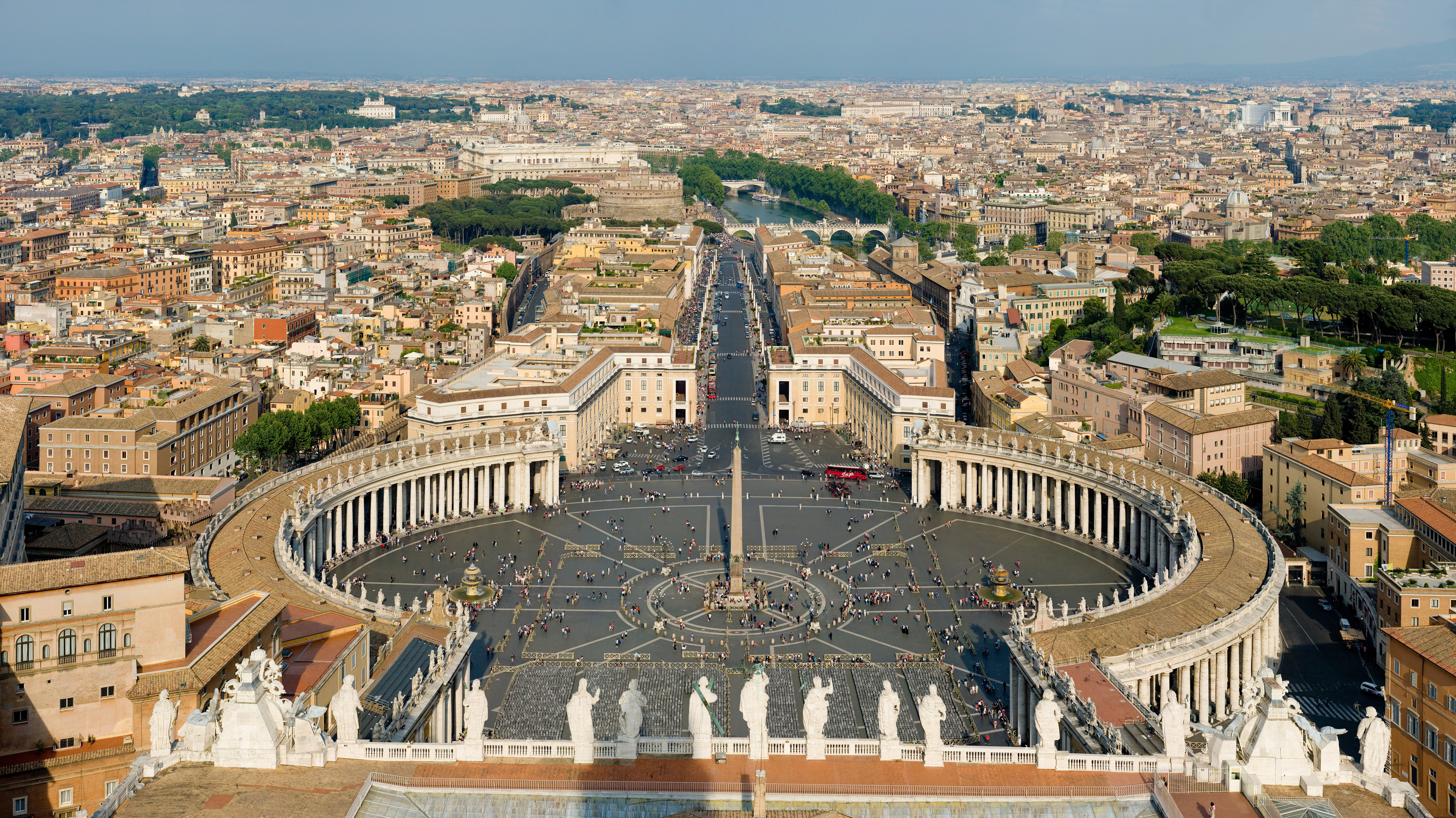
Rome et la Place Saint-Pierre, du haut du dôme de la basilique. À l'horizon, la chaîne des Apennins.

L'arrangement actuel de la place, dû à l'inspiration baroque du Bernin, a vu sa réalisation entre 1656 et 1667, à l'est de la basilique, dans l'axe qu'elle forme avec l'obélisque de Caligula réérigé en 1586 par Domenico Fontana. Préexistait aussi la fontaine monumentale aménagée par Carlo Maderno en 1613, qui déterminait avec l'obélisque un second axe, parallèle à la façade de la basilique. Le Bernin a donc dessiné autour de ces deux axes une place aussi grande que possible, destinée à accueillir et rassembler les fidèles vers le centre de la chrétienté. Un plan rectangulaire eût entraîné la démolition d'un trop grand nombre de bâtiments du Vatican, et un plan en trapèze aurait eu l'inconvénient de souligner encore la largeur de la façade de la basilique, déjà perçue à cette époque comme une faute de conception.[réf. souhaitée]
Cela conduisit l'architecte à concevoir une place composée de deux sections : l'une, en trapèze inversé s'élargissant vers la basilique et visant à en rétrécir visuellement la largeur jugée excessive ; l'autre, en forme de cirque elliptique, organisée autour de l'obélisque, l'unité de l'ensemble étant assurée par la continuité des portiques à colonnes toscanes disposés en deux branches ouvertes à l'orient. Pour achever cet ensemble, le Bernin ajouta en 1675 une seconde fontaine, symétrique à celle de Carlo Maderno.
La place est entourée de 96 statues conçues par le Bernin.

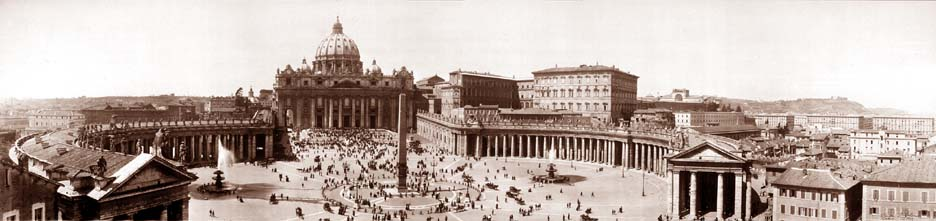
Place et basilique Saint-Pierre, 1909.

## Trésors artistiques
La basilique abrite également un grand nombre de trésors artistiques, parmi lesquels la Pietà de Michel-Ange, le baldaquin du maître-autel (commandé en 1624 par Urbain VIII au Bernin il a été coulé avec le bronze ornant initialement le fronton du Panthéon, sa hauteur est de 29 mètres) et le tombeau d'Alexandre VII par Gian Lorenzo Bernini, le tombeau d'Innocent VIII d'Antonio del Pollaiolo ou encore la statue de saint Pierre d'Arnolfo di Cambio.

### Tombeaux et reliques
La basilique Saint-Pierre contient plus d'une centaine de tombes, dont de nombreuses dans les grottes vaticanes, situées sous la basilique. Ces tombes sont celles de 148 papes, mais aussi d'Ignace d'Antioche, Otton II du Saint-Empire, du compositeur italien Giovanni Pierluigi da Palestrina, de Jacques François Stuart, sa femme Maria Clementina Sobieska et ses deux fils Charles Édouard Stuart et Henri Benoît Stuart. La reine Christine de Suède, qui a abdiqué pour se convertir au catholicisme et la comtesse Mathilde de Toscane, qui a soutenu la papauté durant la querelle des Investitures, y sont également enterrées. L'enterrement le plus récent est celui du pape Benoît XVI le 5 janvier 2023. Près de la crypte se trouvent la tombe des Valerii et la tombe des Julii (en).

### Œuvres d'art

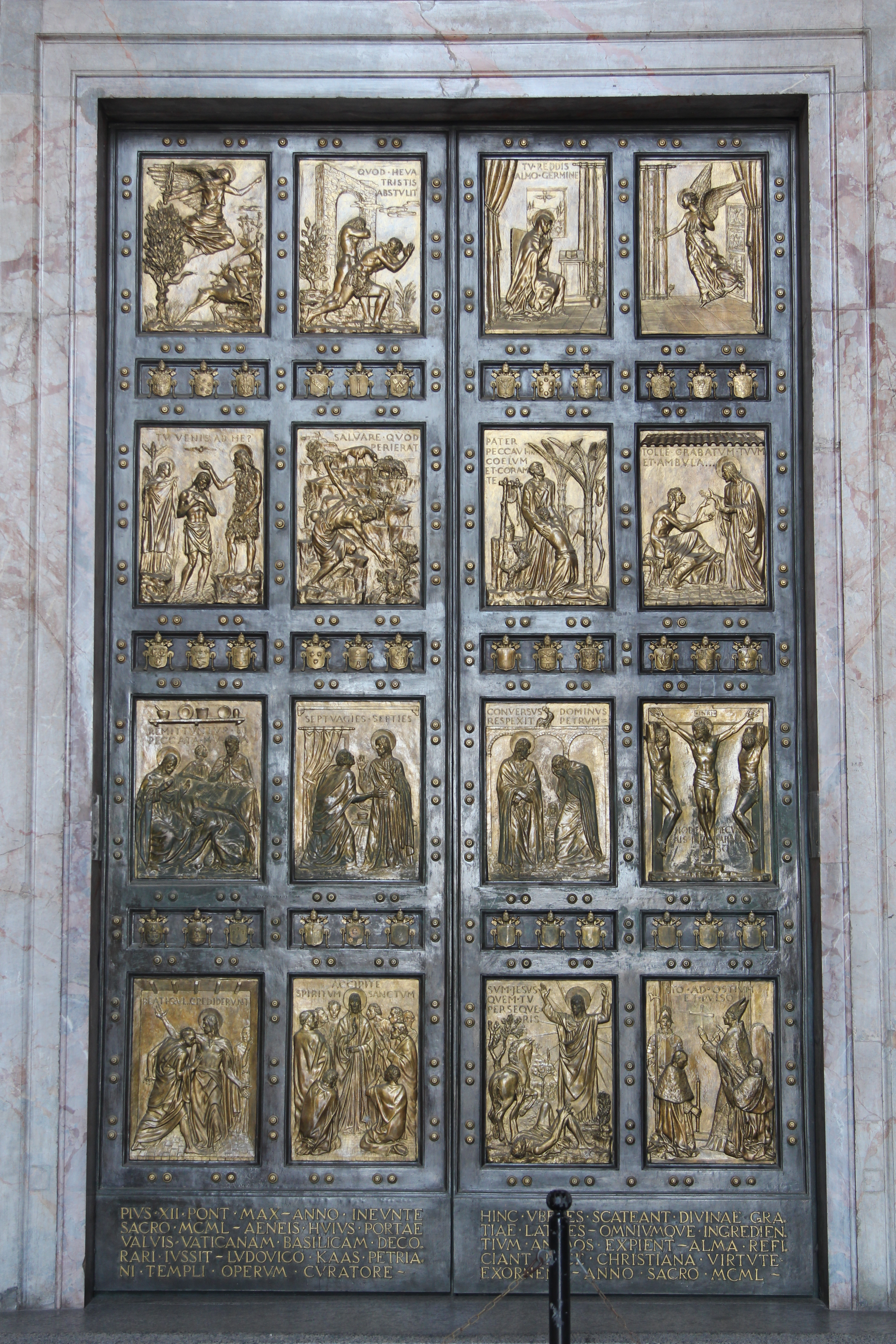
La porte Sainte n'est ouverte que lors des années saintes par le pape. Ses seize panneaux décrivent des scènes de la vie de Jésus.

#### Façade, portails, tours et narthex
Deux horloges sont implantées au sommet des deux extrémités de la façade, à la place des deux clochers prévus par Le Bernin et jamais réalisé intégralement. Réalisées probablement entre 1786 et 1790, elles sont traditionnellement attribuées à Giuseppe Valadier mais il est possible qu'elles soient l'œuvre de son père Luigi Valadier. Celle de gauche a été électrifiée en 1931 ainsi que les cloches de la basilique. Parmi les plus précieux trésors de la basilique figure l'ensemble de mosaïques situé au-dessus de la porte extérieure centrale. Appelé la Navicella, cet ensemble, réalisé d'après un dessin de Giotto (début du XIIIe siècle), représente un navire qui symbolise l'Église chrétienne. À chaque extrémité du narthex s'élève une statue équestre : au nord, l'empereur Constantin par le Bernin (1670) et au sud, Charlemagne par Cornacchini (XVIIIe siècle). Trois des cinq portails, conduisant du narthex à l'intérieur de la basilique, sont remarquables : le portail central de bronze, œuvre de la Renaissance d'Antonio Averulino (1455), provenant de l'ancienne basilique, a été élargi pour s'adapter à son nouveau cadre. La porte sud, dite porte des Morts, est due au sculpteur Giacomo Manzù (XXe siècle) : on peut y voir un portrait du pape Jean XXIII à genoux devant saint Pierre crucifié.
La porte nord est la porte Sainte, renforcée par des briques, n'est traditionnellement ouverte que lors des années saintes, comme l'année du Jubilé. La porte actuelle, de bronze, a été conçue par Vico Consorti (en) en 1950. Elle a été coulée à Florence par l'artiste fondeur Ferdinando Marinelli (en).
Au-dessus de cette porte, se trouvent les inscriptions commémorant l'ouverture de celle-ci :
Plus récemment d'autres plaques commémoratives ont été installées :

#### Nef

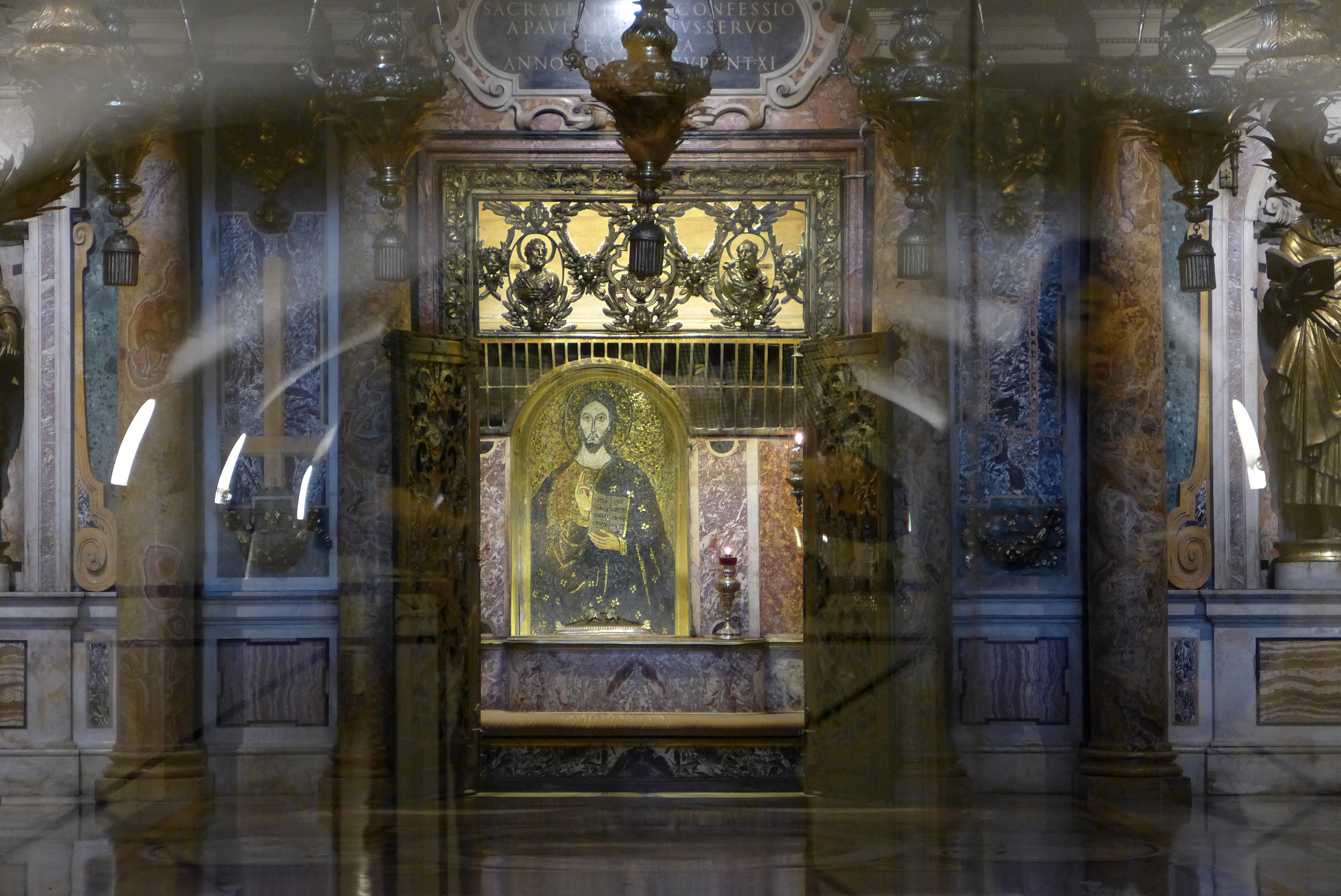
« Confession Saint-Pierre », chapelle de la basilique qui est selon la tradition édifiée sur le tombeau de l'apôtre Pierre.

Sur les premiers piliers de la nef se trouvent deux bénitiers portés par des chérubins mesurant 2 mètres de haut, commandés par le pape Benoît XIII aux sculpteurs Agostino Cornacchini et Francesco Moderati, (1720). Sur le sol de la nef des marqueurs indiquent les longueurs comparatives d'autres églises, à partir de l'entrée. Sur les pilastres qui décorent les piliers de la nef, des médaillons en relief représentent les 38 premiers papes. Dans des niches, entre les pilastres de la nef, des statues représentent 39 fondateurs d'ordres religieux. Contre la pile nord du dôme se trouve une statue de saint Pierre sur un trône, parfois attribuée au sculpteur de la fin du XIIIe siècle Arnolfo di Cambio, avec quelques savants datant du Ve siècle. Un pied de la statue est largement usé par des siècles de baisers de pèlerins. Le confessio, également connu en tant que chapelle de la confession, en contrebas mène aux grottes vaticanes et contient une grande statue d'Antonio Canova représentant Pie VI agenouillé, capturé et maltraité par l'armée de Napoléon Bonaparte. Cette chapelle couverte de marbres est construite et décorée par Carlo Maderno et Martino Ferrabosco (it) de 1615 à 1617. Entourée d'une balustrade en hémicycle (chargée de cent lampes éternelles votives en bronze doré soutenues par des cornes d'abondance, œuvres de Mattia de Rossi), deux rampes d'escaliers en marbre mènent à l'exèdre. L'accès en est fermé par une porte en bronze. Le fond de la chapelle abrite la « Niche des palliums » excentrée (correspondant à la partie antérieure du « trophée de Gaïus ») avec une niche conservant les pallia (étoles blanches brodées de croix noires et tissées avec la laine d'agneaux bénis le jour de la Sainte-Agnès le 21 janvier) que le pape remet en guise de reliques de contact aux archevêques et métropolites en signe de communion particulière avec lui. Cette niche conserve aussi une icône de mosaïque probablement du IXe siècle (don selon la tradition des saints Cyrille et Méthode) représentant un Christ bénissant.
Le maître-autel est surmonté par le baldaquin du Bernin. Nichées dans les quatre piliers qui soutiennent le dôme se trouvent des statues associées aux saintes reliques primaires de la basilique : sainte Hélène tenant la Vraie Croix et les clous Saints, d'Andrea Bolgi - Saint Longin le Centurion tenant la Sainte Lance qui a percé le flanc de Jésus, par le Bernin (1639) - saint André tenant la croix de saint André, par François Duquesnoy et sainte Véronique tenant son voile imprimé de la Sainte Face, par Francesco Mochi.

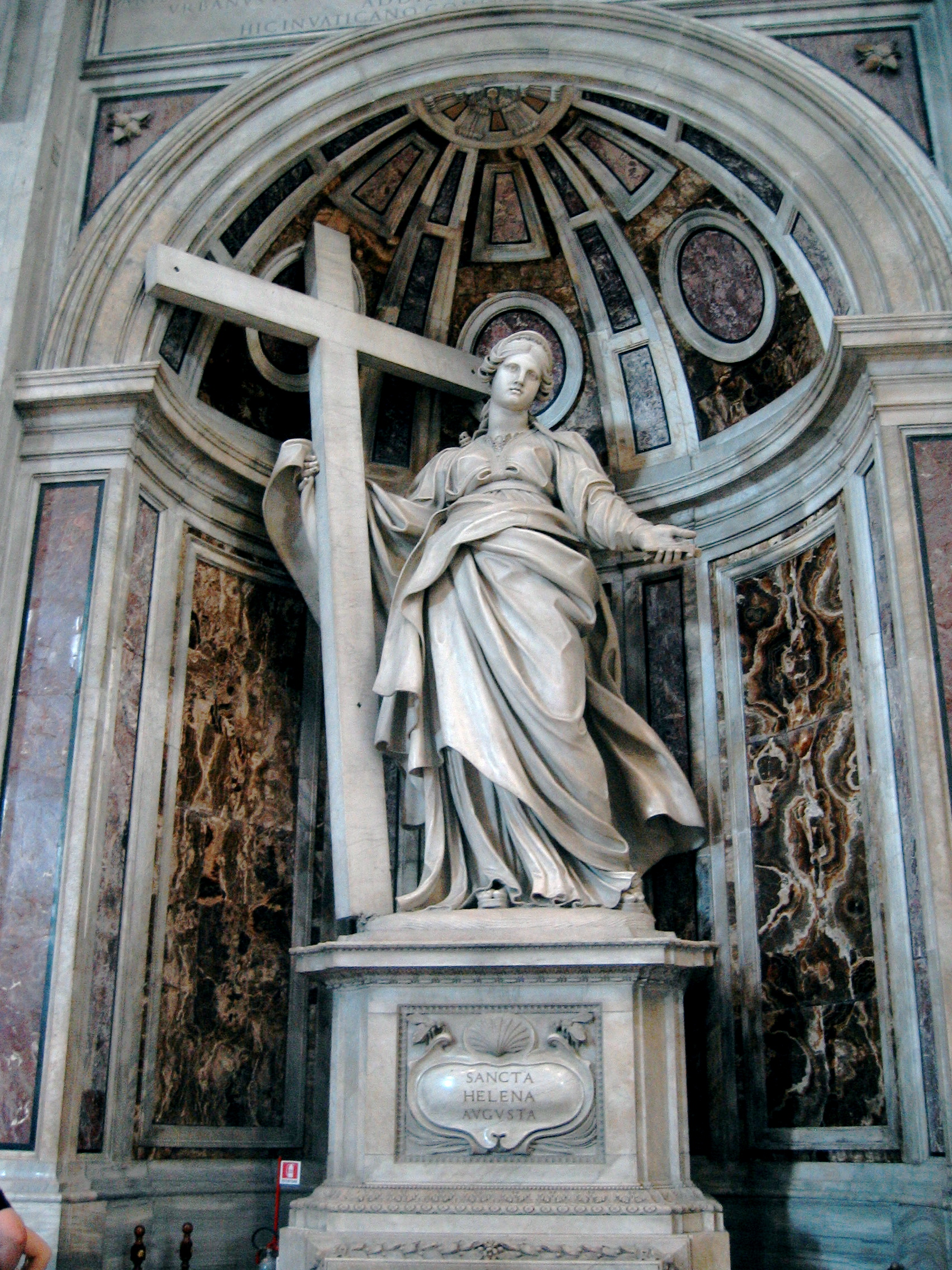
Sainte Hélène, Andrea Bolgi.
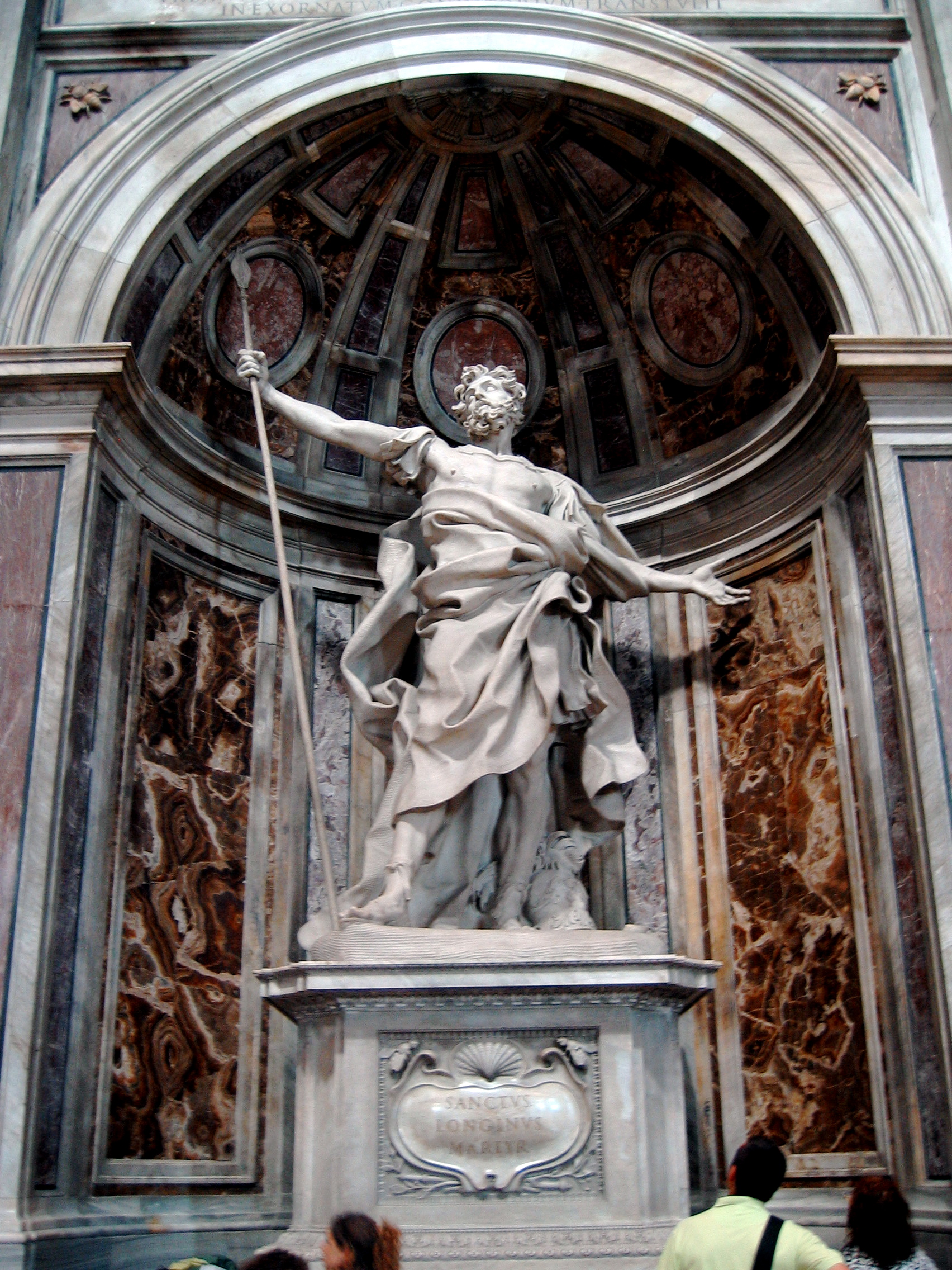
Saint Longin le Centurion, Le Bernin.
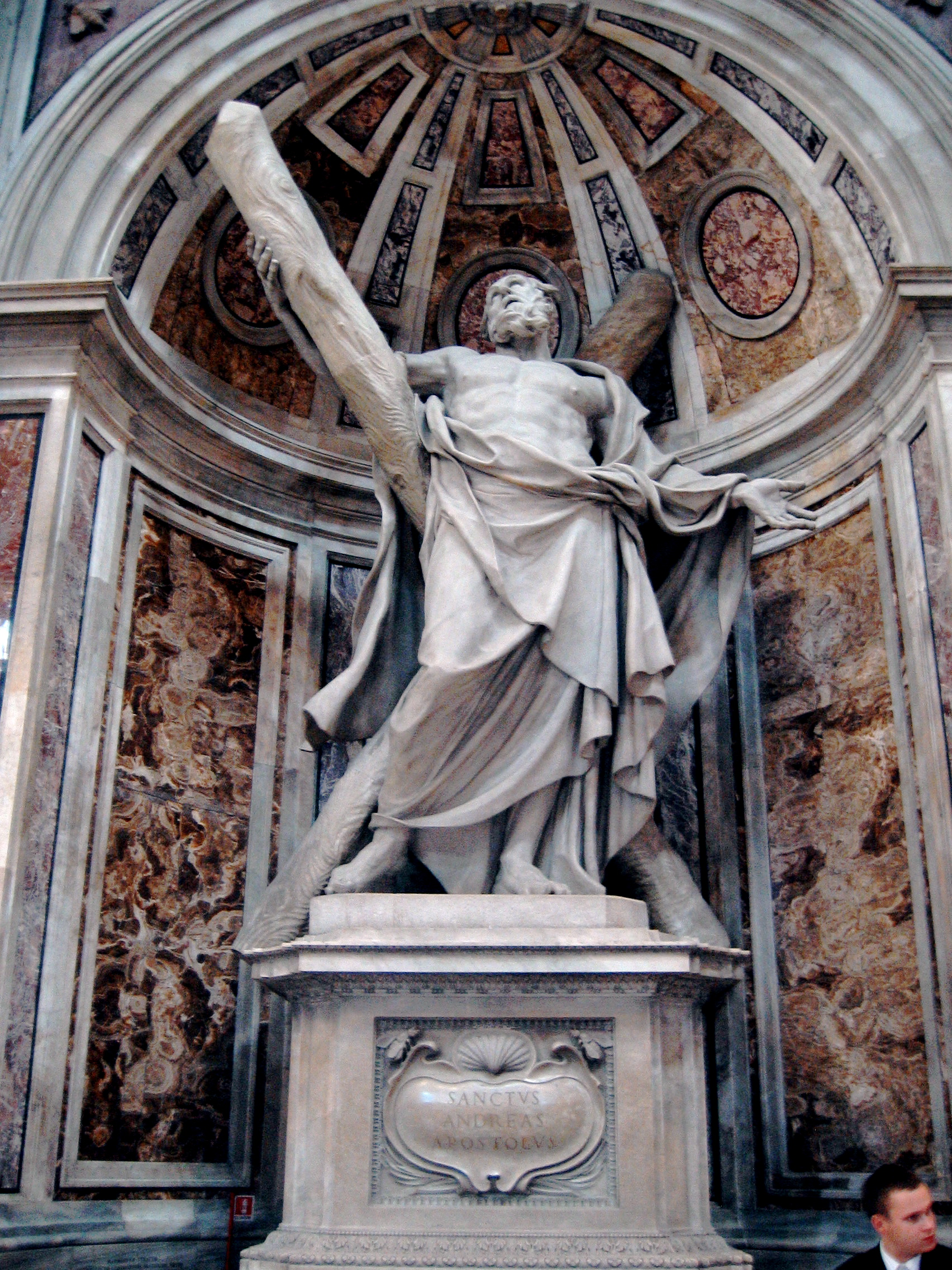
Saint André, Francois Duquesnoy.
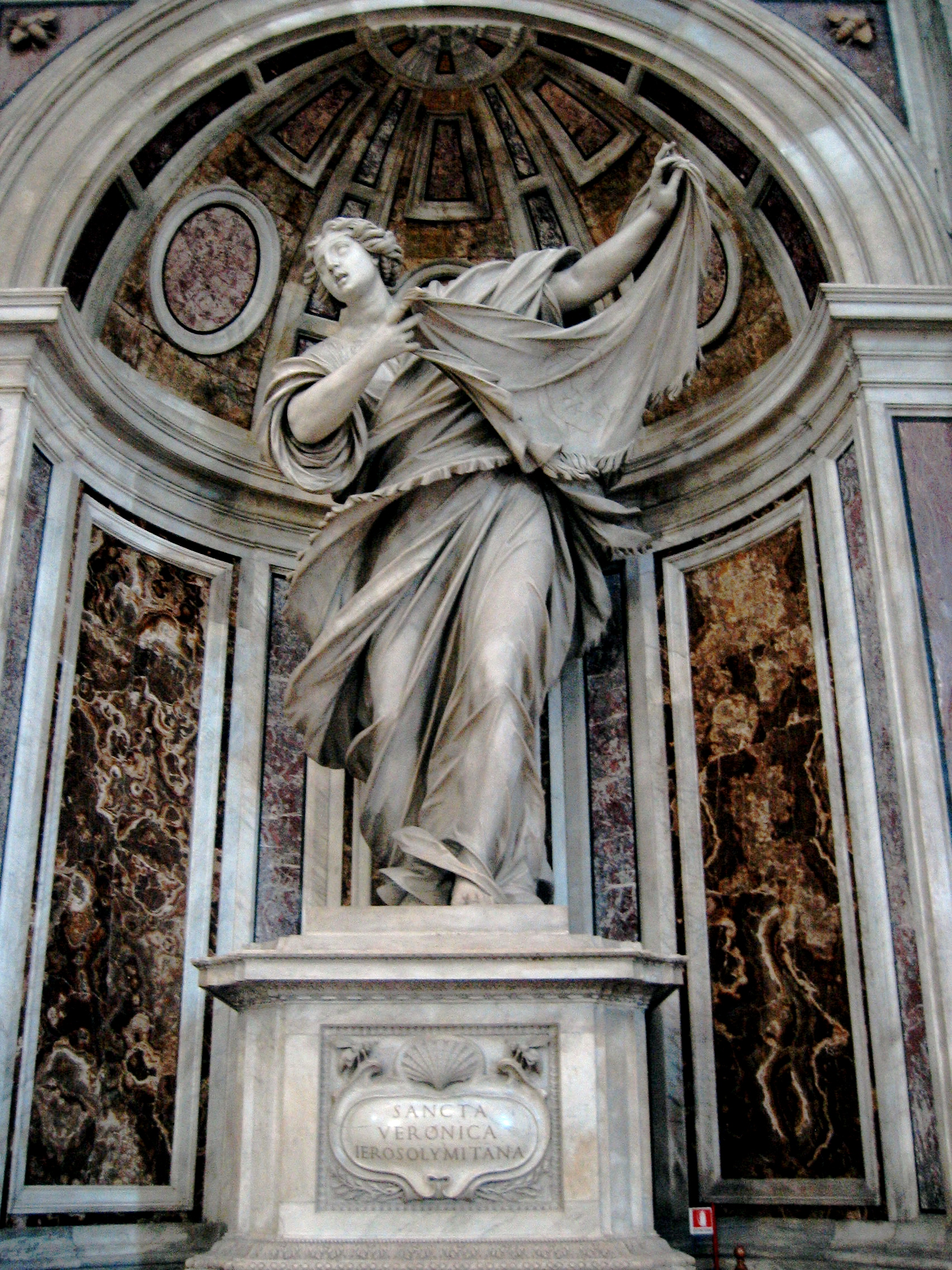
Sainte Véronique, Francesco Mochi.

#### Aile nord
La Pietà  de Michel-Ange se trouve dans la première chapelle de l’aile nord. Sur le premier pilier de cette aile se trouve le monument de la reine Christine de Suède, qui a abdiqué en 1654 afin de se convertir au catholicisme. La seconde chapelle, dédiée à saint Sébastien, contient les statues des papes Pie XI et Pie XII. L'espace situé sous l'autel contenait le corps du pape Innocent XI, mais ses restes ont été transférés vers l'autel de la Transfiguration, le 8 avril 2011, afin de faire de la place pour le corps du pape Jean-Paul II. Son corps a été placé sous l'autel, le 2 mai 2011. La grande chapelle sur le bas-côté droit est la chapelle du Saint-Sacrement qui contient le tabernacle du Bernin (1664), une représentation du Tempietto de Bramante, situé dans l'église San Pietro in Montorio, soutenu par deux anges agenouillés et, en arrière-plan, un tableau de la Sainte-Trinité de Pierre de Cortone. Près de l'autel de Notre-Dame de Bon-Secours se trouvent les monuments des papes Grégoire XIII de Camillo Rusconi (1723) et Grégoire XIV. À l’extrémité de l'aile se trouve un autel qui contient les reliques de sainte Pétronille avec un retable : Funérailles et apothéose de sainte Pétronille par Le Guerchin (1623).

#### Aile sud
La première chapelle de l'aile sud est le baptistère, commandé par le pape Innocent XII et conçu par Carlo Fontana, de 1692 à 1698. Les fonts baptismaux, auparavant situés dans la chapelle en face, sont le sarcophage rouge en porphyre de Probus, préfet de Rome du IVe siècle. Le couvercle provient d'un sarcophage différent, qui avait autrefois[Quand ?] contenu les restes de l'empereur Hadrien[réf. souhaitée] puis ceux d'Otton II du Saint-Empire. Ce sarcophage a été retiré des grottes du Vatican où il avait été entreposé[réf. souhaitée]. Fontana l'a habilement restauré, le surmontant d'une représentation en bronze doré de l'agneau de Dieu. Contre le premier pilier de la nef se trouve le mémorial de la maison Stuart, en l'honneur de James et ses fils, Charles-Édouard et Henri Benoît, cardinal-duc d'York. Le tombeau est de style néo-classique conçu par Canova et inauguré en 1819. En face, se trouve le mémorial de la femme de James Francis Edward Stuart, Maria Clementina Sobieska. La deuxième chapelle est celle de la Présentation de la Vierge et contient les mémoriaux de Benoît XV et Jean XXIII. Contre les piliers se trouvent les tombes des papes Pie X et Innocent VIII. La grande chapelle de la nef sud est la chapelle de la chorale qui contient l'autel de l'Immaculée Conception. Le tombeau de Pie VIII est à l'entrée de la sacristie. Le transept sud contient les autels de saint Thomas et de saint Joseph.
Le tombeau de Fabio Chigi, le pape Alexandre VII , situé vers l'extrémité de l'aile sud, est l'œuvre du Bernin. Il est qualifié par James Lees-Milne comme étant l'« un des plus grands tombeaux de la période baroque ». Il occupe une position délicate, étant situé dans une niche au-dessus d'une porte dans une petite sacristie, mais Le Bernin a utilisé la porte d'une manière symbolique. Le pape Alexandre se met à genoux sur son tombeau, tourné vers l'extérieur. Le tombeau est posé sur un grand linceul drapé en marbre rouge à motifs et est soutenu par quatre statues féminines, dont seules les deux situées à l'avant sont entièrement visibles. Elles représentent la charité et la vérité. Le pied de la vérité repose sur un globe du monde, son orteil étant percé symboliquement par l'épine de l'Angleterre protestante. La statue du squelette ailé de la mort sort, en apparence, de la porte comme si c'était l'entrée d'un tombeau, la tête cachée sous le linceul, mais sa main droite porte un sablier tendu vers le haut, en direction de la figure agenouillée du pape.

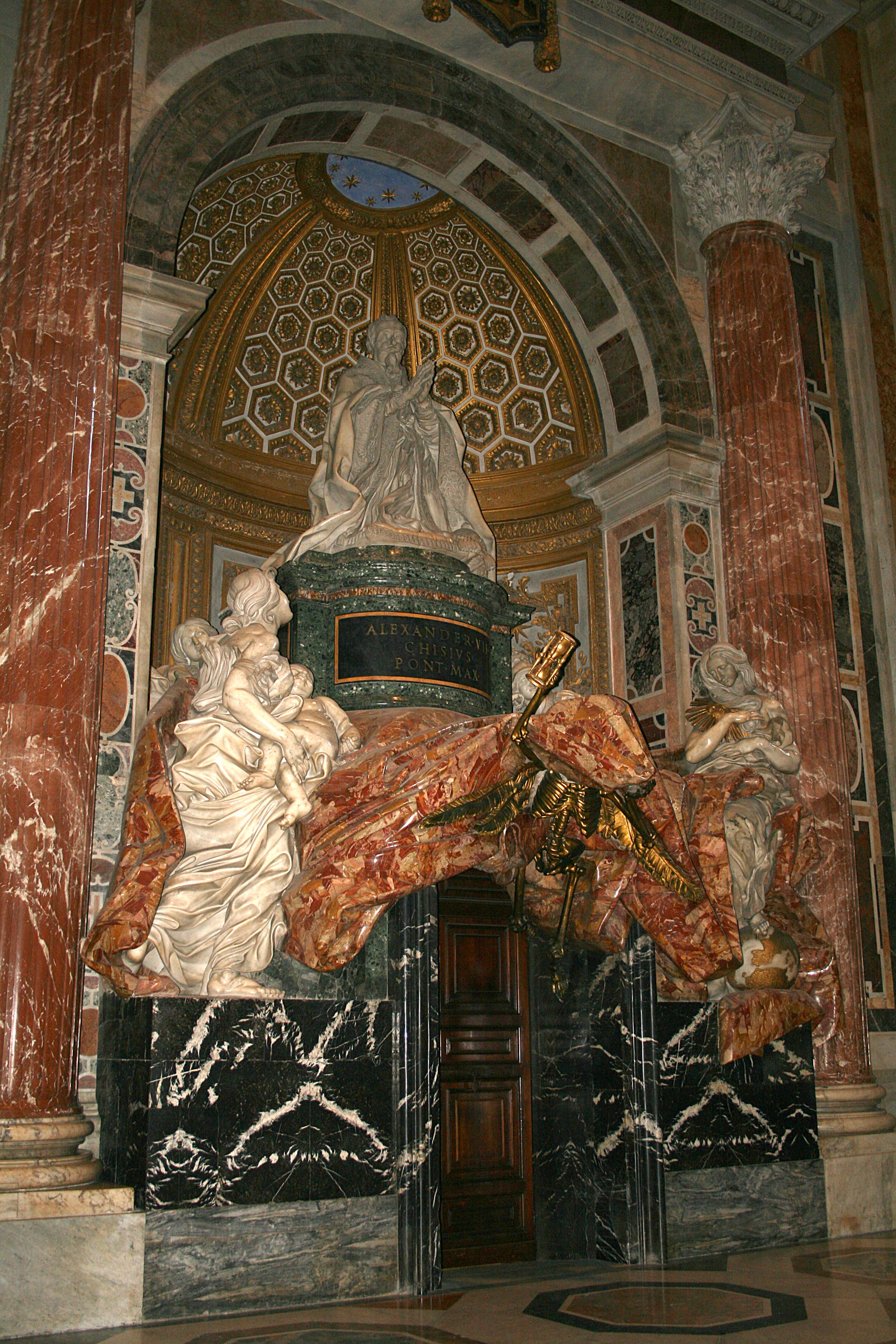
Le monument funéraire du pape Alexandre VII.
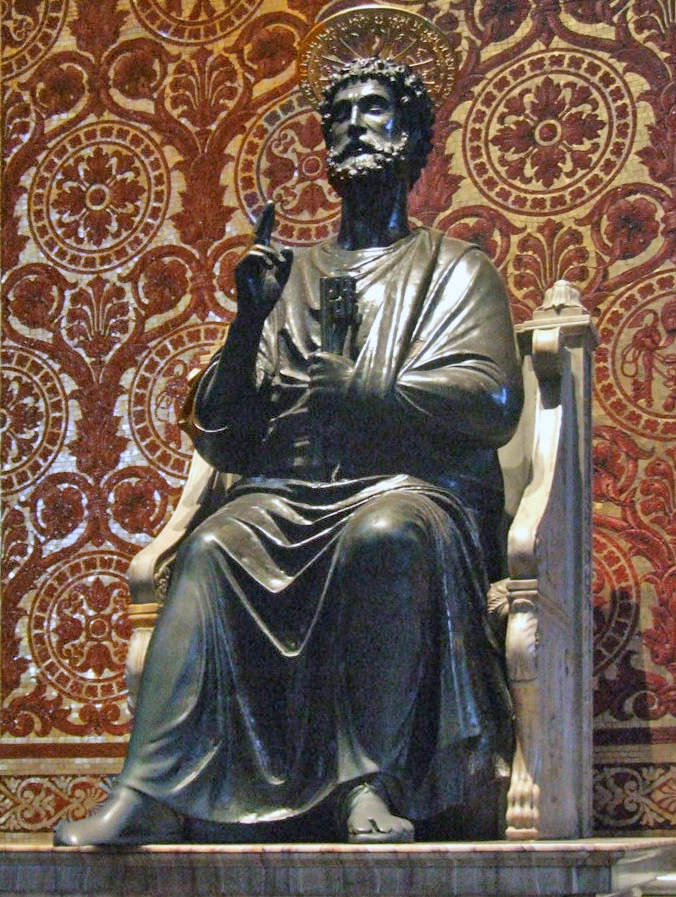
La statue de bronze de saint Pierre avec les clés du paradis, attribuée à Arnolfo di Cambio.
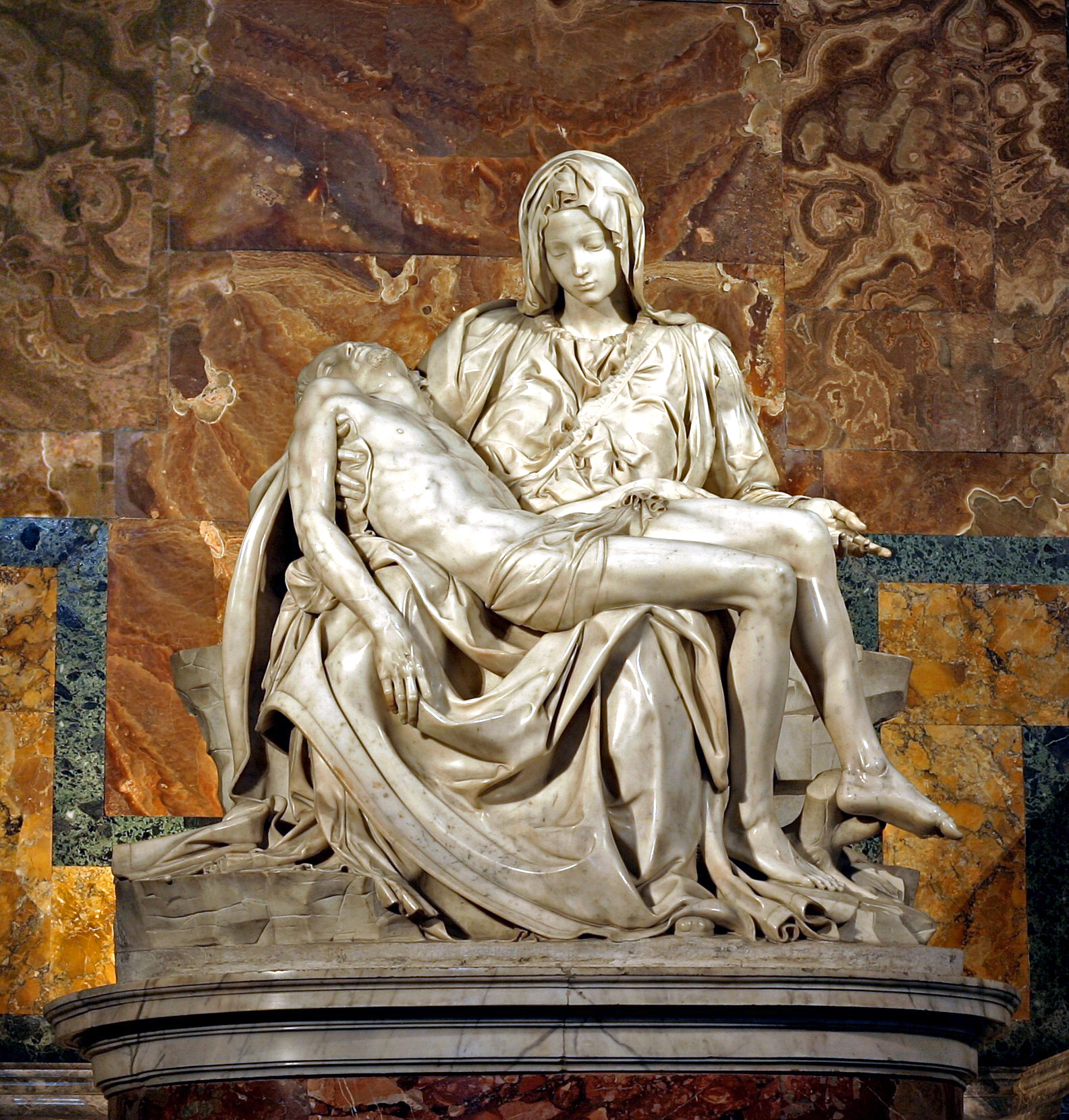
La Pietà de Michel-Ange.

## Années 2000: archéologie et découvertes

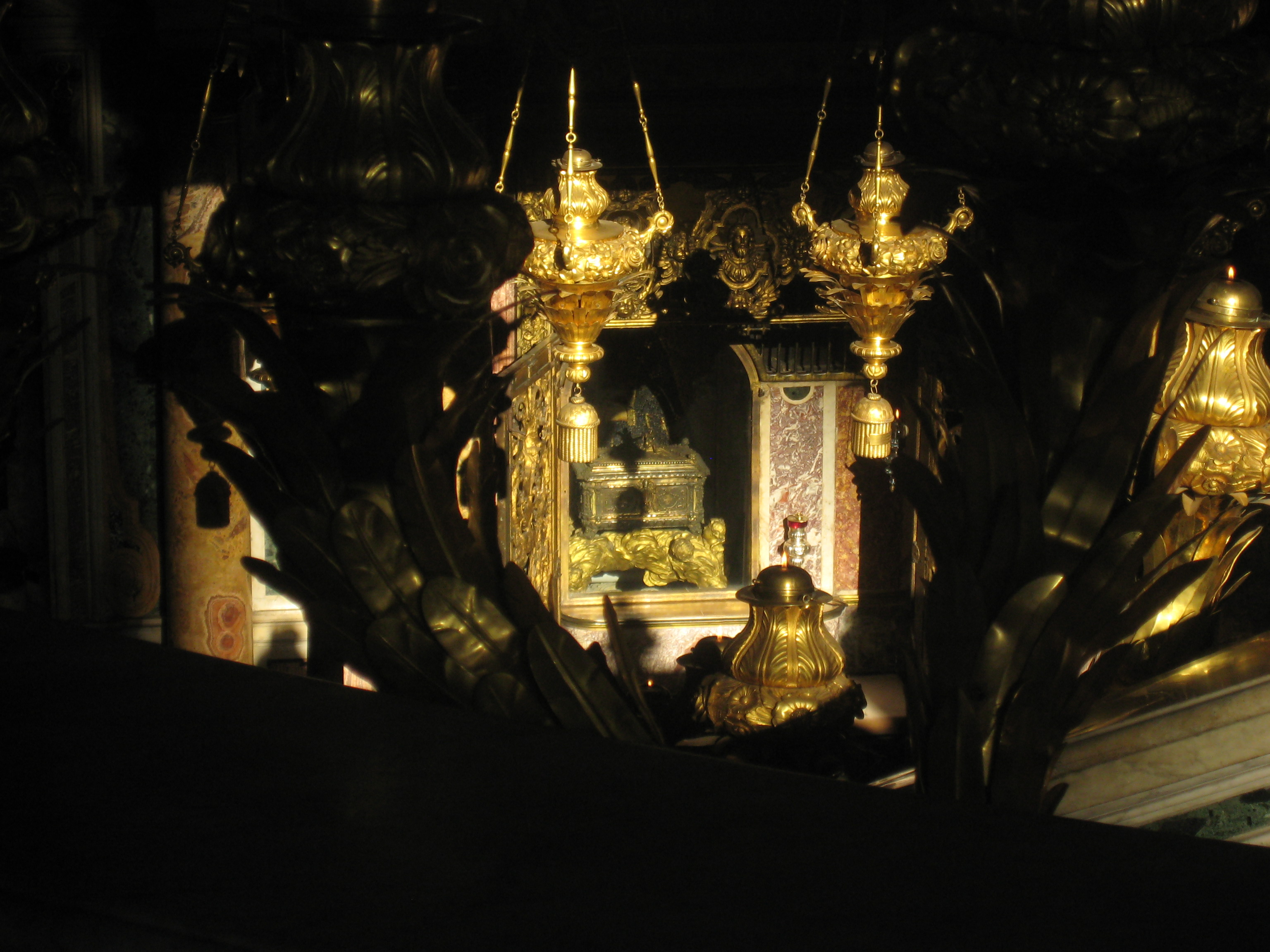
Coffret contenant les pallia destinés aux archevêques, au-dessus du tombeau de Pierre dans la basilique Saint-Pierre de Rome.

Un fragment d'un dessin à la craie rouge d'une section de la coupole de Saint-Pierre, de la main de Michel-Ange presque certainement, a été découvert le 7 décembre 2007 dans les archives du Vatican. Le dessin montre une petite section, esquissée avec précision, du plan de l'entablement qui surmonte deux colonnes radiales du tambour du dôme. On sait que Michel-Ange a détruit des milliers de ses dessins, avant sa mort. La survie de cette esquisse est probablement due à son état fragmentaire et au fait que des calculs mathématiques détaillés ont été effectués dans la partie supérieure du dessin.

## Archiprêtres
Comme pour les trois autres basiliques majeures, la fonction d'archiprêtre de la basilique Saint-Pierre est assurée par un cardinal.
- Giovanni (1053)
- Deusdedit (1092)
- Azzo (1103–1104)
- Rustico de' Rustici (env. 1128–1131?)
- Griffone (1138–1139)
- Pietro (vers.1140?–1144)
- Bernard (1145?–1176?)
- Giovanni da Sutri (1176/78–1180)
- Guillaume de Champagne (1185-1198)
- Ugolino di Segni (1198–1206)
- Guido Pierleone (1206/7–1228)
- Stefano Conti (1229–1254)
- Riccardo Annibaldi (1254–1276)
- Giovanni Gaetano Orsini (1276–1277)
- Matteo Orsini (1277 ou 1288–1305)
- Napoléon Orsini (1306–1342)
- Annibal de Ceccano (1342–1350)
- Guillaume de La Jugie (1362–1365)
- Rinaldo Orsini (1366–1374)
- Hugues de Saint-Martial (1374–1378)
- Philippe d'Alençon (1378–1397)
- Cristoforo Maroni (1397–1404)
- Angelo Acciaioli (1404–1408)
- Antonio Calvi (1408–1411)
- Pedro Fernandez de Frias (1412–1420)
- Antonio Correr (1420–1434)
- Giordano Orsini (1434–1438)
- Giuliano Cesarini (1439–1444)
- Pietro Barbo (1445–1464)
- Richard Olivier de Longueil (1464–1470)
- Giovanni Battista Zeno (1470–1501)
- Juan López (1501)
- Hippolyte Ier d'Este (1501–1520)
- Marco Cornaro (1520)
- Franciotto Orsini (1520–1530)
- Francesco Cornaro (1530–1543)
- Alessandro Farnese (1543–1589)
- Giovanni Evangelista Pallotta (1589–1620)
- Scipione Caffarelli-Borghese (1620–1633)
- Francesco Barberini (1633–1667)
- Carlo Barberini (1667–1704)
- Francesco Nerli (1704–1708)
- Annibale Albani (1712–1751)
- Henry Benedict Stuart (1751–1807)
- Romoaldo Braschi-Onesti (1807–1817)
- Alessandro Mattei (1817–1820)
- Pierfrancesco Galleffi (6 mai 1820 – 18 juin 1837)
- Giacomo Giustiniani (1er juillet 1837 – 24 février 1843)
- Mario Mattei (11 mars 1843 – 7 octobre 1870)
- Niccola Clarelli Parracciani (8 octobre 1870 – 7 juillet 1872)
- Edoardo Borromeo (10 juillet 1872 – 30 novembre 1881)
- Edward Henry Howard (12 décembre 1881 – 16 septembre 1892)
- Francesco Ricci Paracciani (6 octobre 1892 – 9 mars 1894)
- Mariano Rampolla del Tindaro (1894-1913)
- Rafael Merry del Val (1914-1930)
- Eugenio Pacelli (1930-1939)
- Federico Tedeschini (1939-1959)
- Domenico Tardini (1959-1961)
- Paolo Marella (1961-1983)
- Aurelio Sabattani (1983-1991)
- Virgilio Noè (1991-2002)
- Francesco Marchisano (2002-2006)
- Angelo Comastri (2006-2021)
- Mauro Gambetti (depuis 2021)

## Caractéristiques

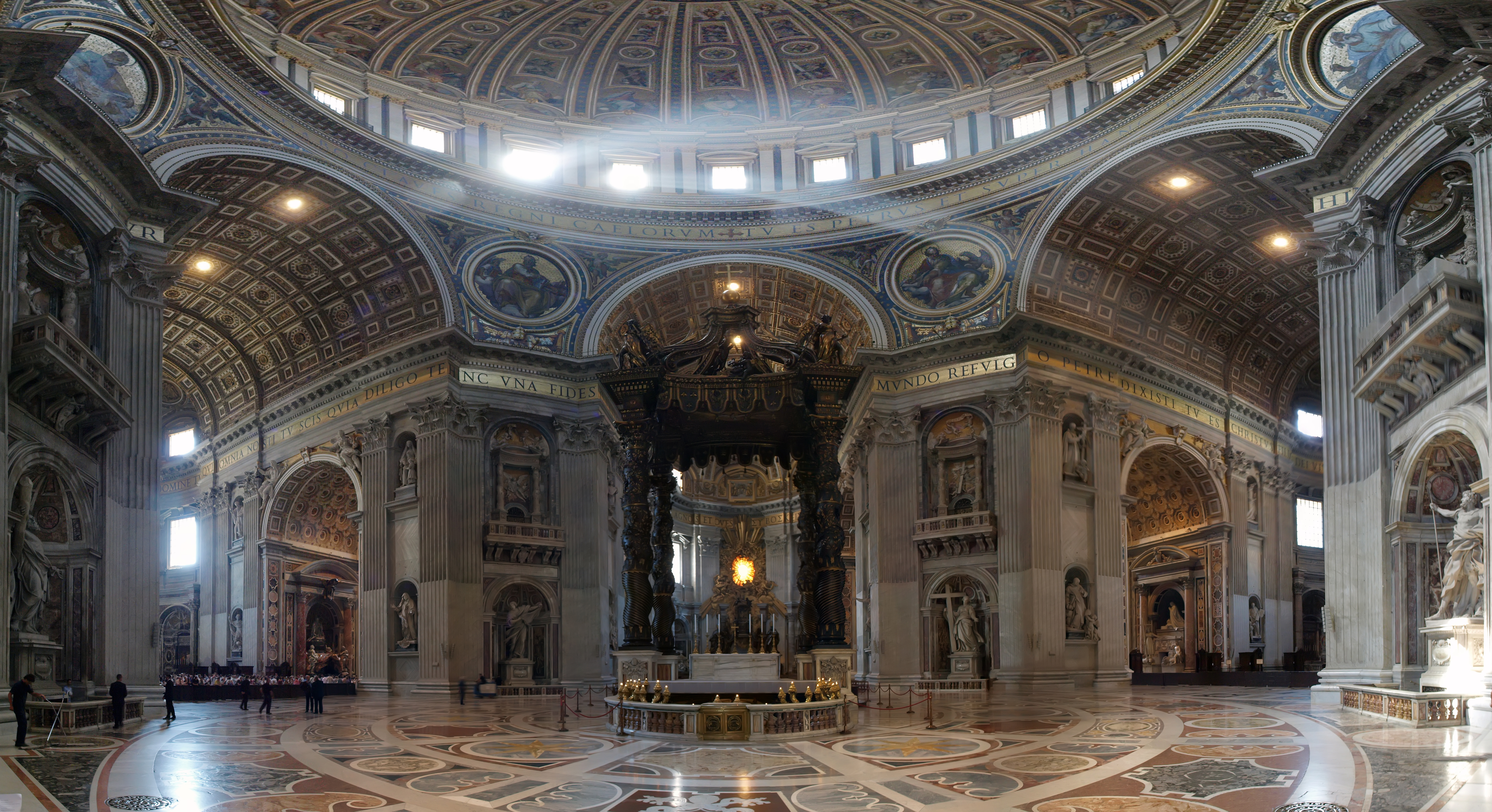
Vue intérieure de la basilique montrant le transept et le chœur au-delà du baldaquin.

- Coût de la construction de la basilique : plus de 46 800 052 ducats[69]
- Orientation géographique : chœur à l'ouest, nef à l'est
- Longueur totale : 220 m
- Largeur totale : 150 m
- Longueur intérieure comprenant le vestibule : 211,5 m
- Longueur des transepts intérieurs : 137 m
- Largeur de la nef : 27,5 m
- Largeur de la tribune : 24 m
- Largeur interne au transept : 137 m
- Hauteur intérieure de la nef : 46,2 m
- Superficie totale : 21 095 m2
- Zone interne : 3,75 hectares - 37 500,12 m2
- Hauteur du sol au sommet de la croix : 138 m
- Façade : 47,3 m de haut par 114,69 m de large
- Vestibule : largeur 71 m, profondeur 13,5 m, hauteur 28 m
- Colonnes et pilastres internes : 28 m
- Circonférence des piliers centraux : 73 m
- Diamètre extérieur du dôme : 42 m
- Le tambour du dôme : 190 m de circonférence et 20 m de haut, s'élevant à 73 m du sol
- La lanterne : 19 m de hauteur
- Sphère et croix : 2,4 m et 4,9 m, respectivement
- 31 autels, 27 chapelles, 135 mosaïques et 390 statues[70]

Avec une superficie de 2,3 ha et une capacité de plus de 60 000 personnes, elle est la plus grande église catholique au monde.

## Dans la culture populaire
Dans le film 2012, un tremblement de terre détruit totalement la basilique, dont le dôme s'effondre sur les nombreux catholiques présents,. La basilique apparaît également largement dans le film Anges et Démons en 2009.

## Galerie

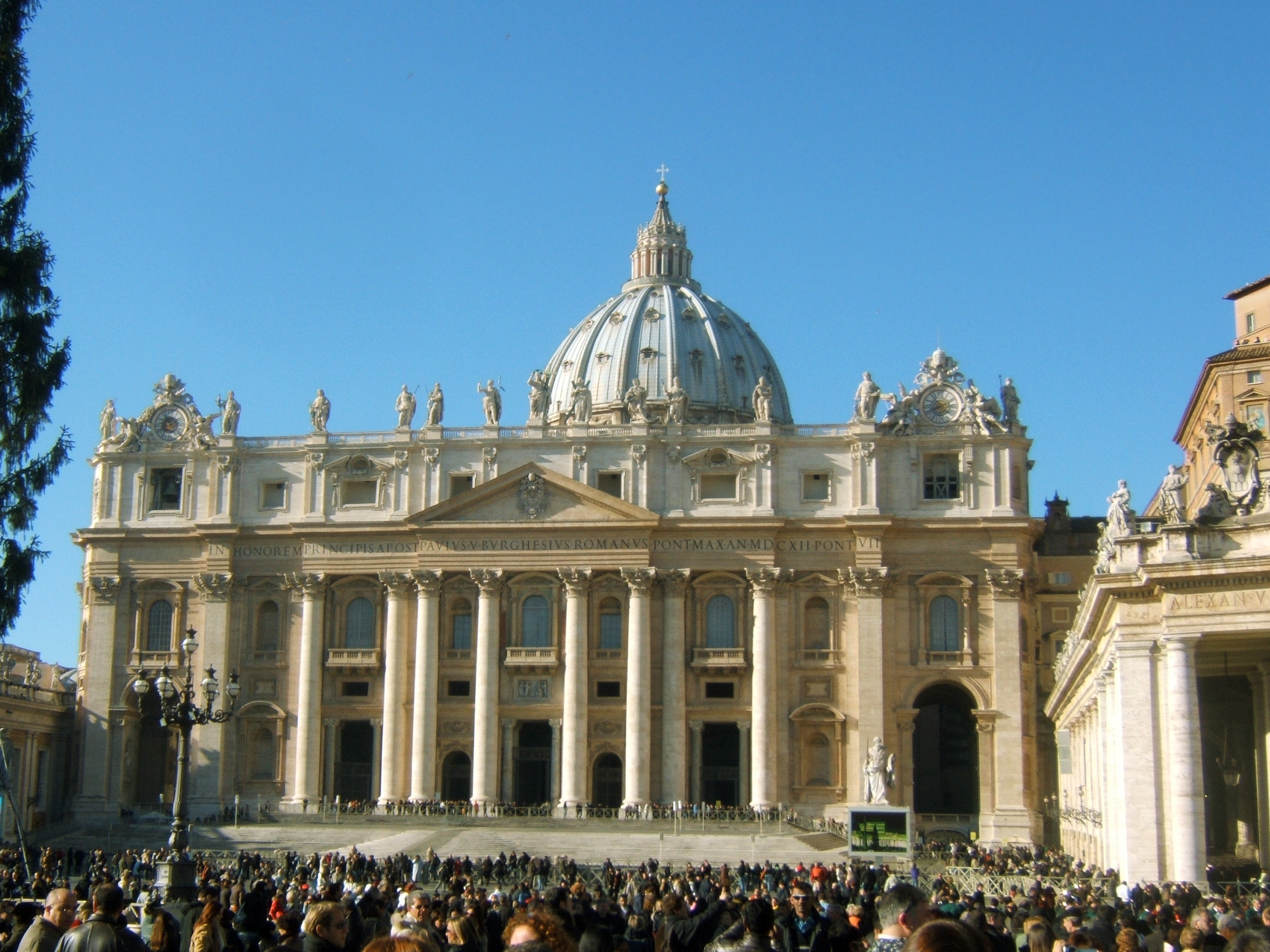
Façade de la basilique Saint-Pierre au Vatican.
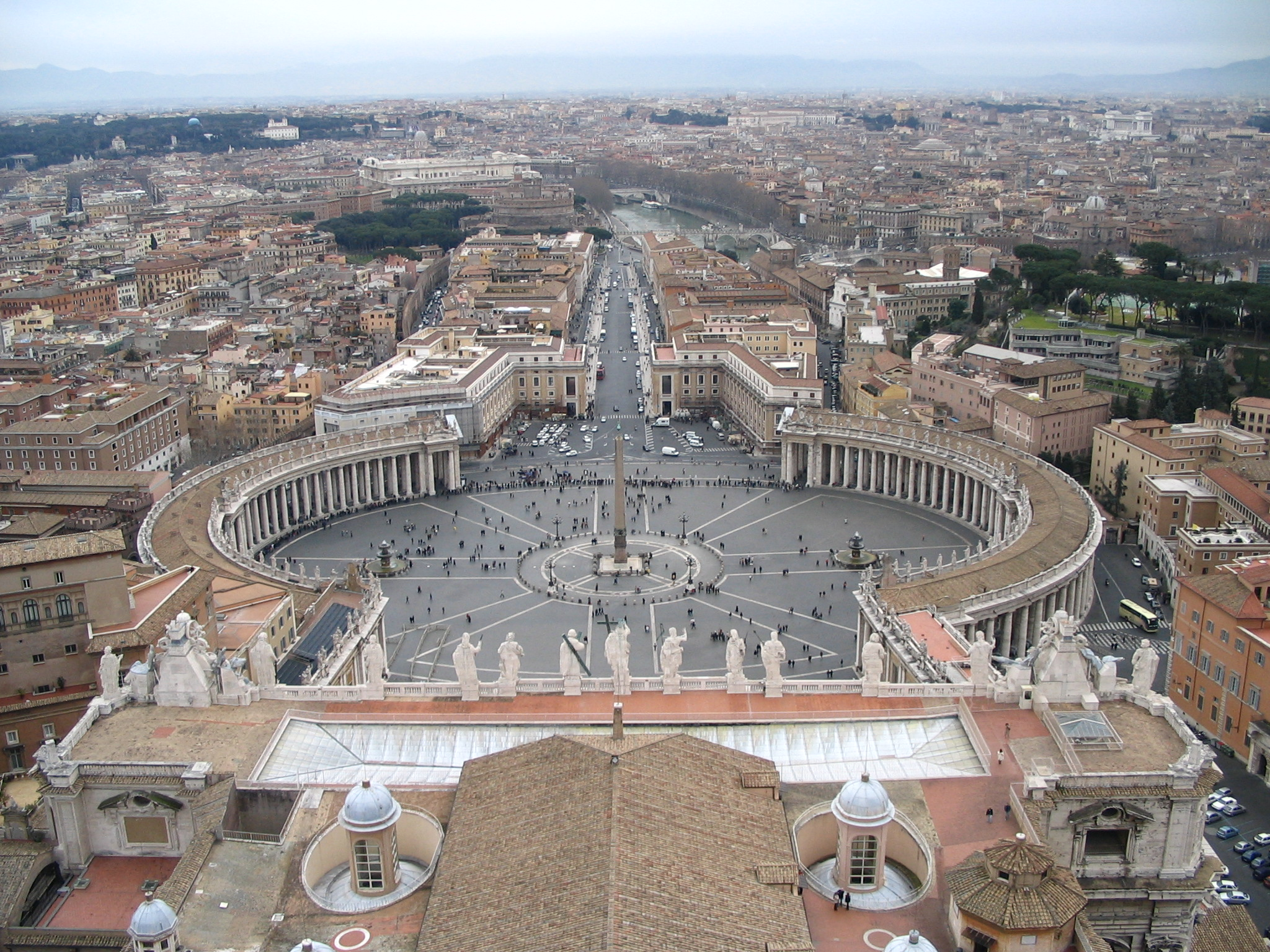
Place Saint-Pierre.
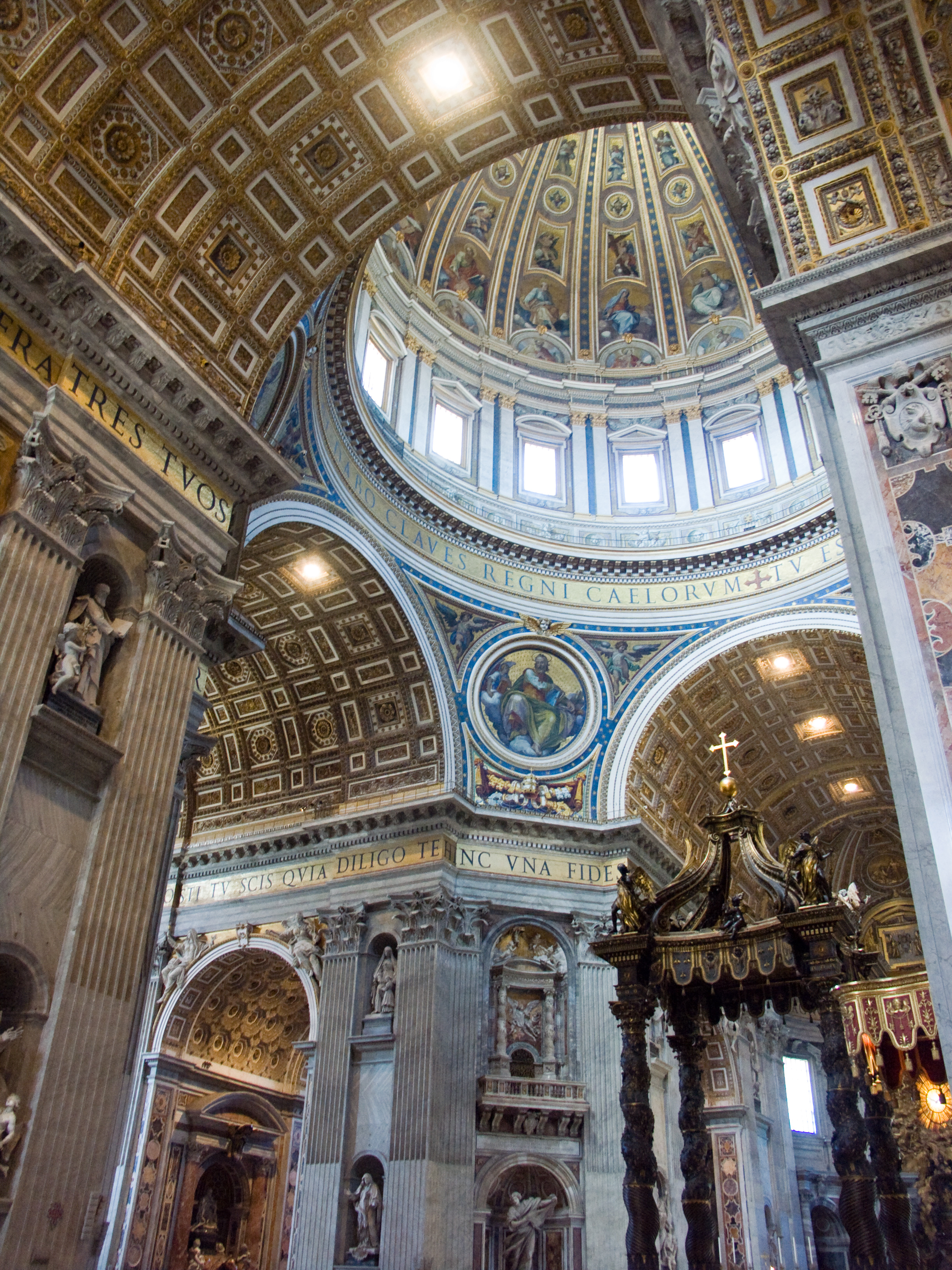
Voûtes de la basilique.
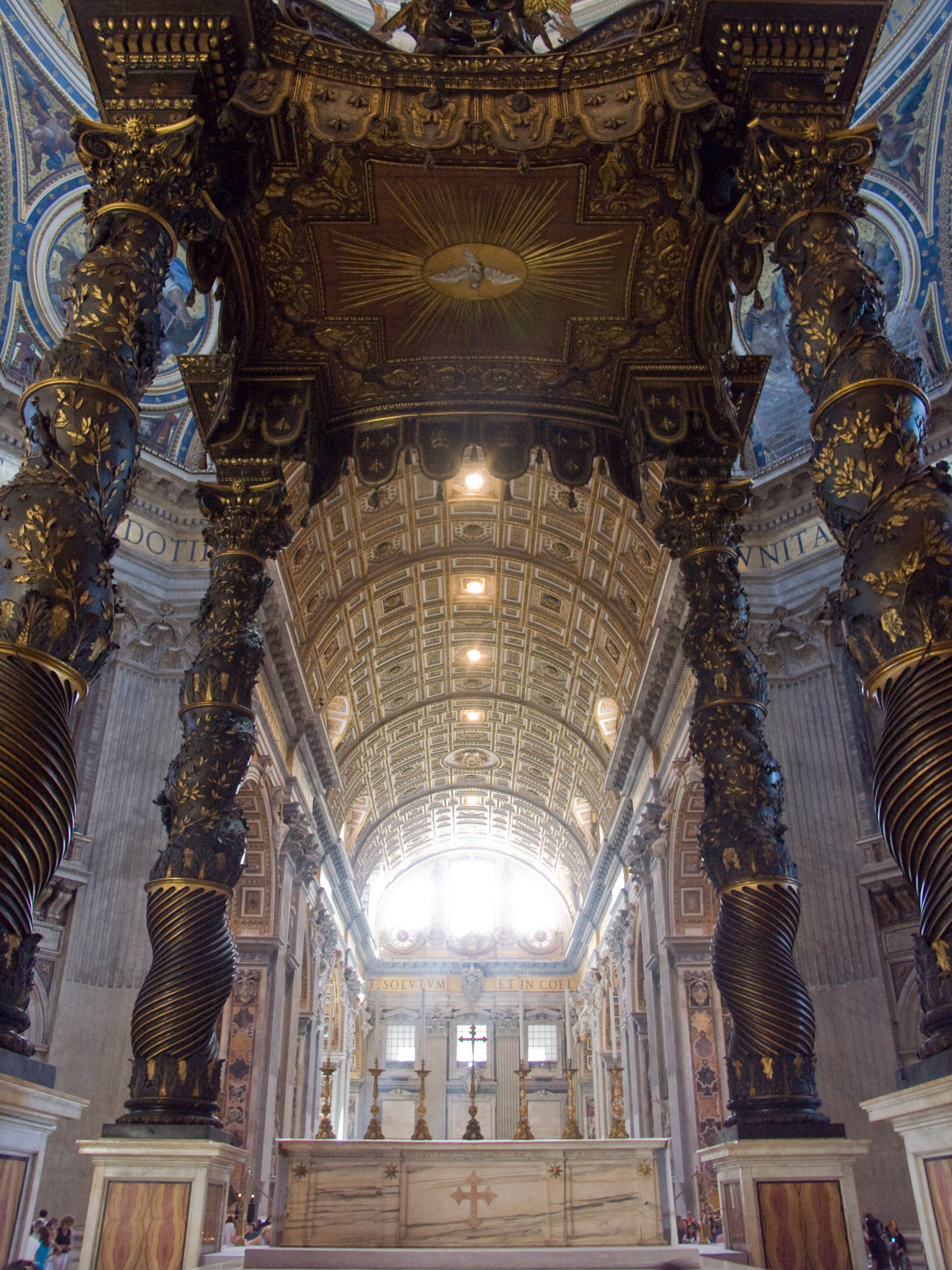
Baldaquin du maître-autel.
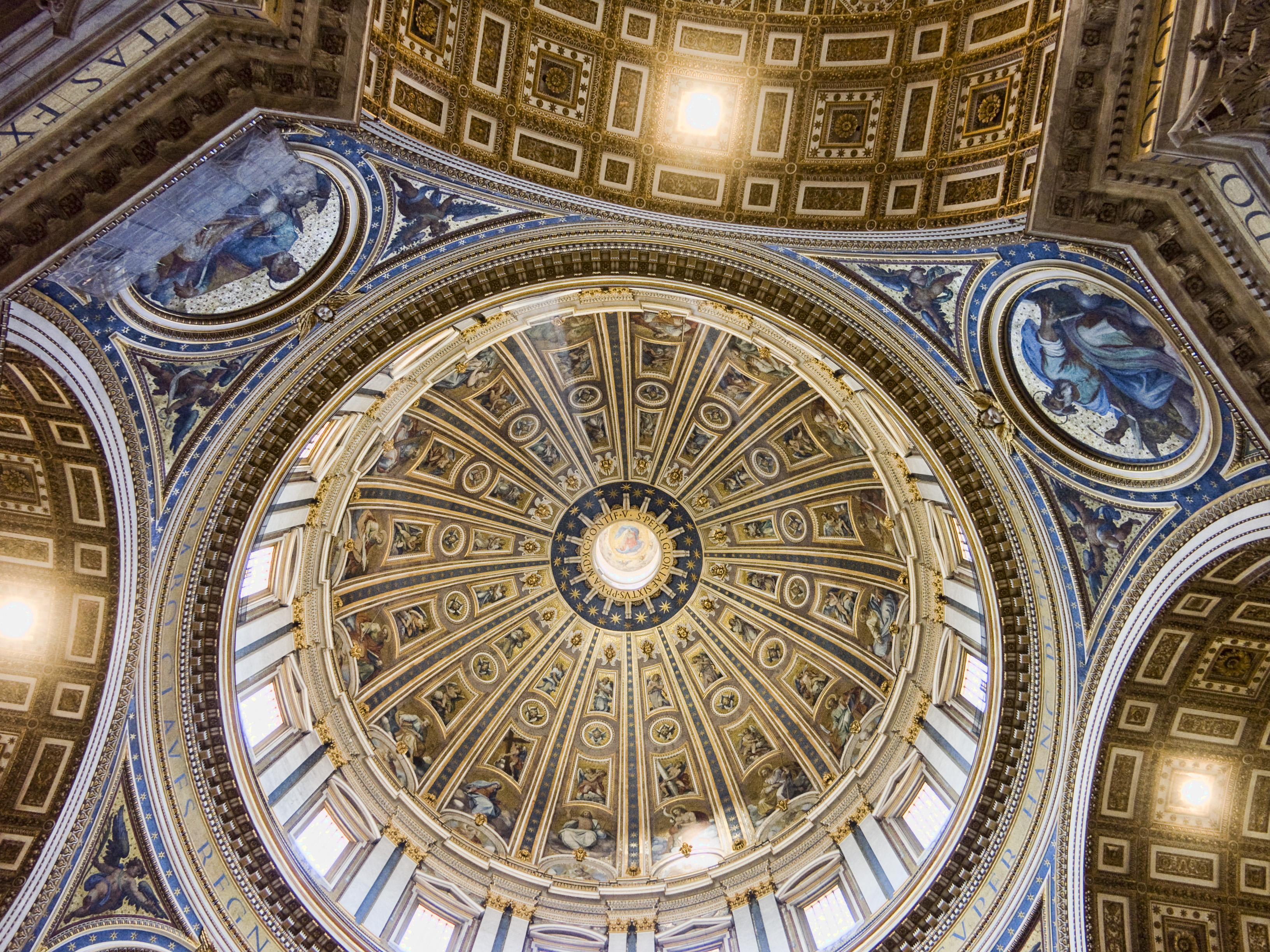
Vue de la coupole.
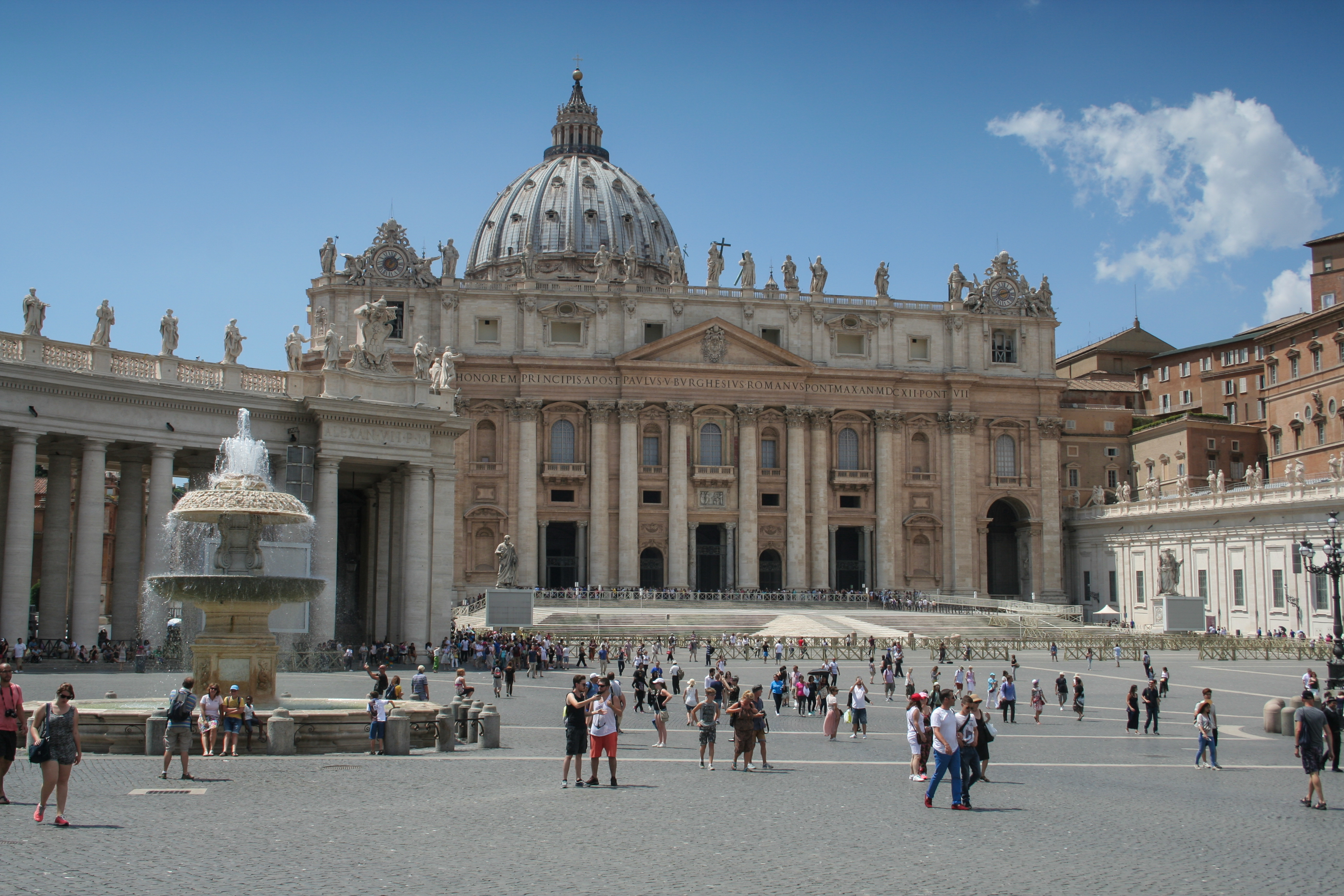
Place Saint-Pierre.
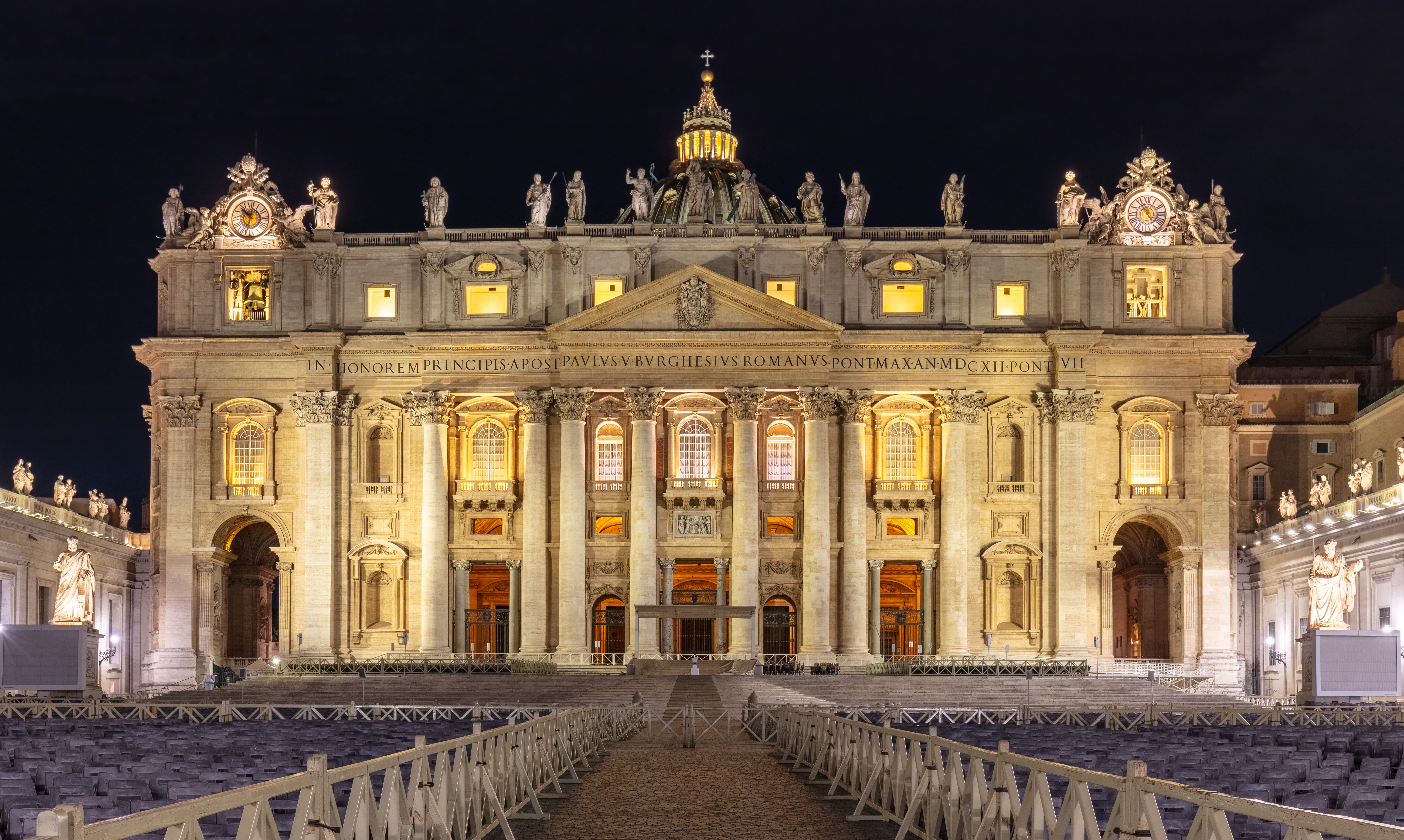
La basilique, de nuit, du square Saint-Pierre. Septembre 2022.
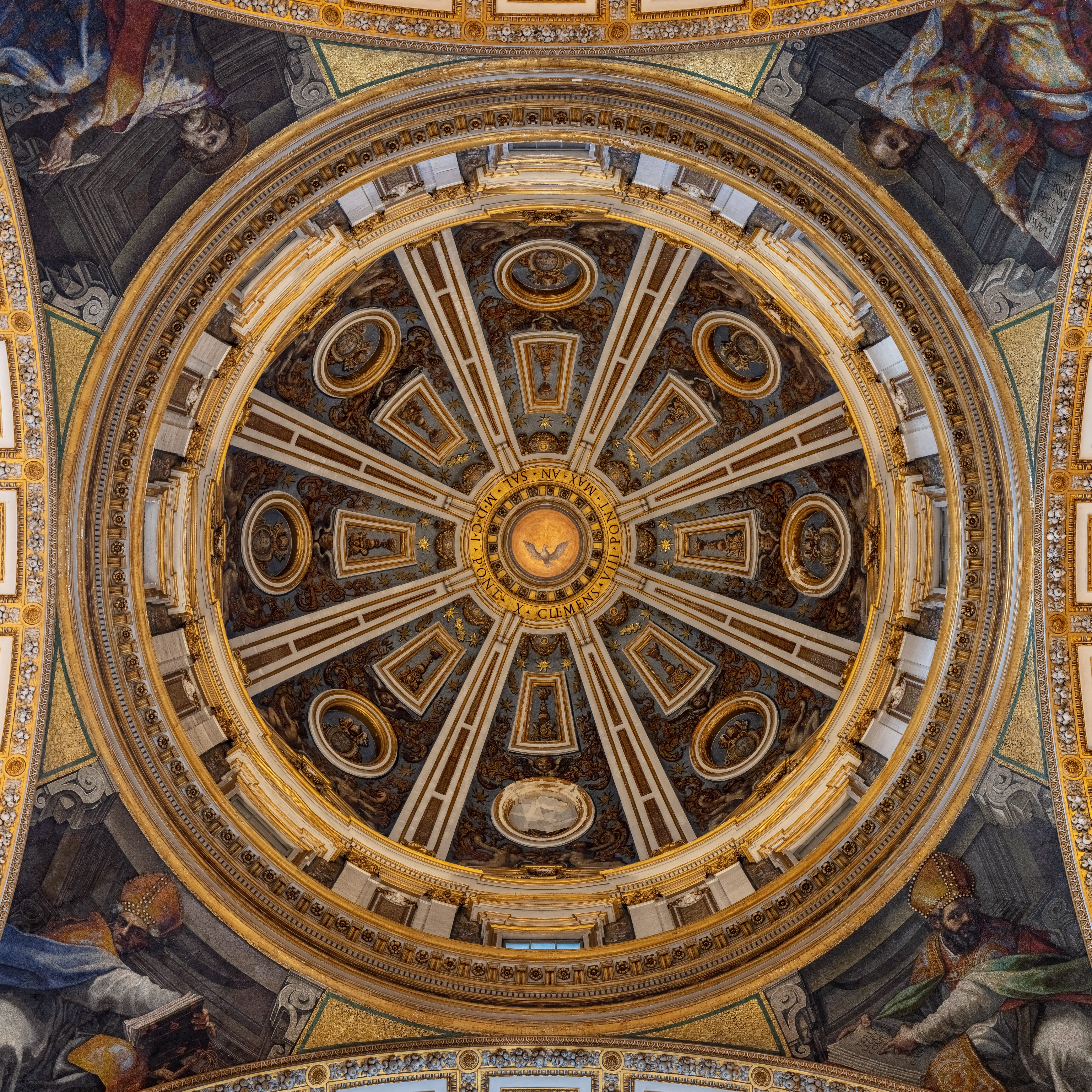
Le dome de la chapelle Clémentine, dans la basilique. Septembre 2022.
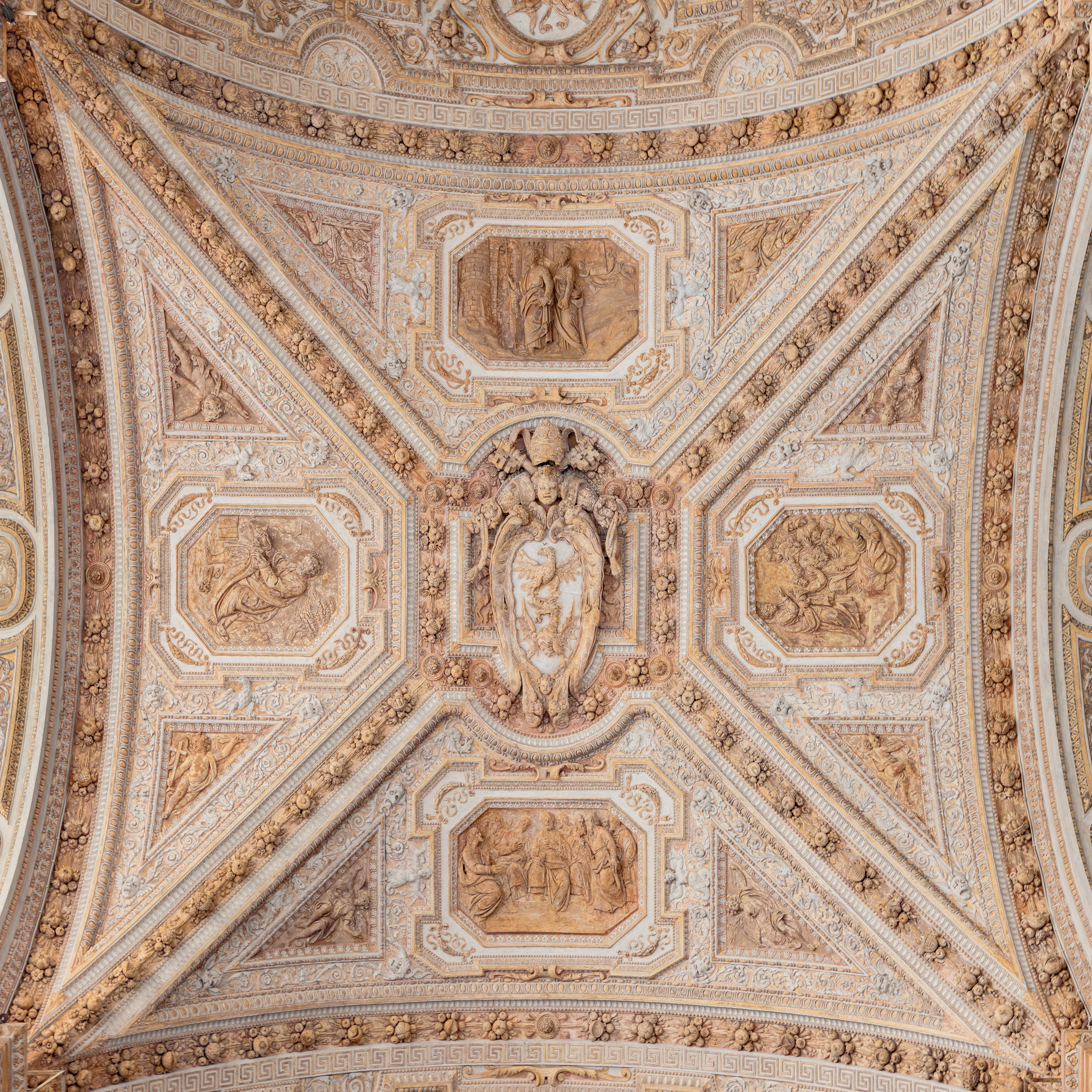
Plafond d'un portique d'une chapelle de la basilique. Septembre 2022.
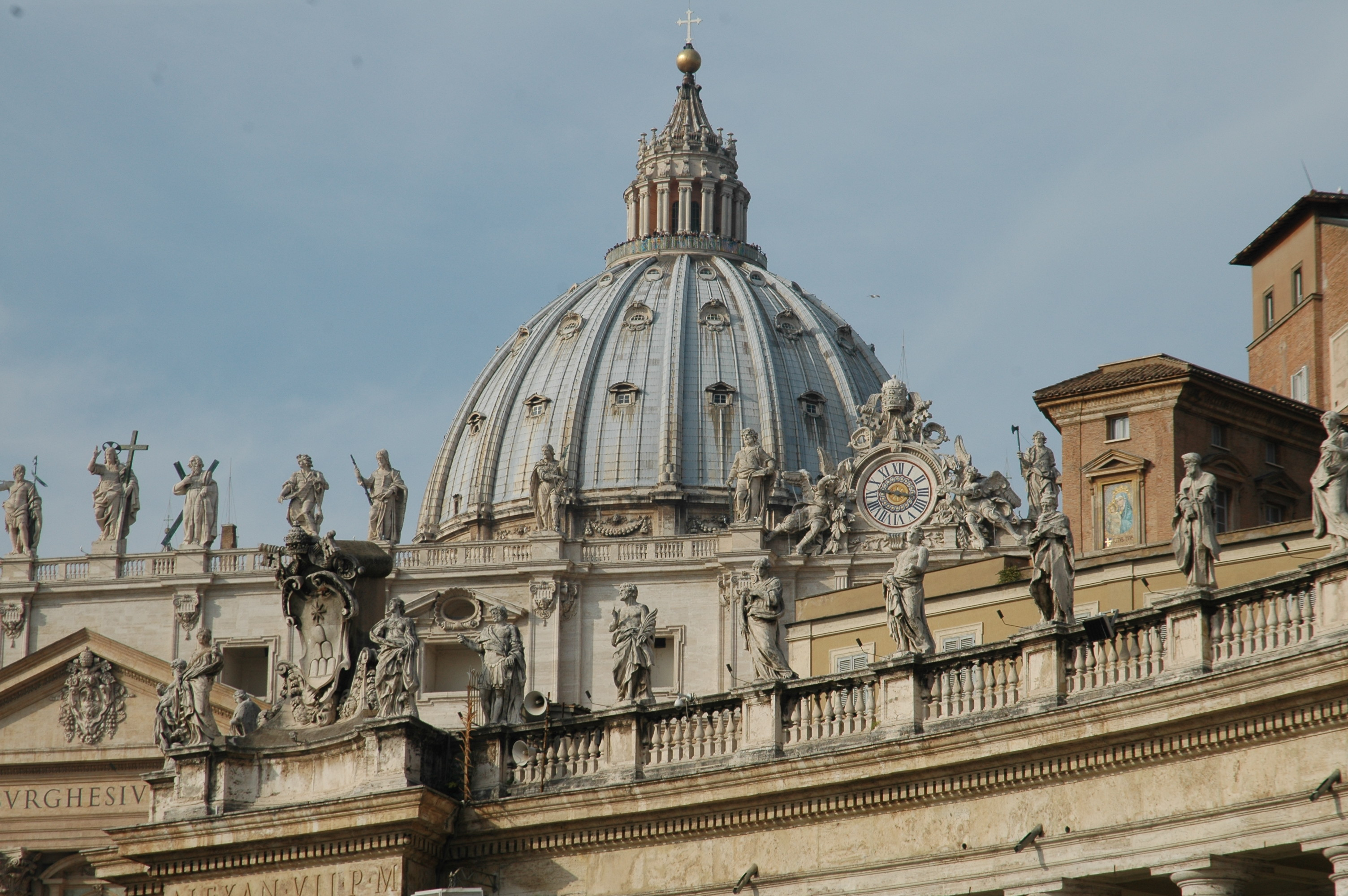
Le dôme de Saint-Pierre.
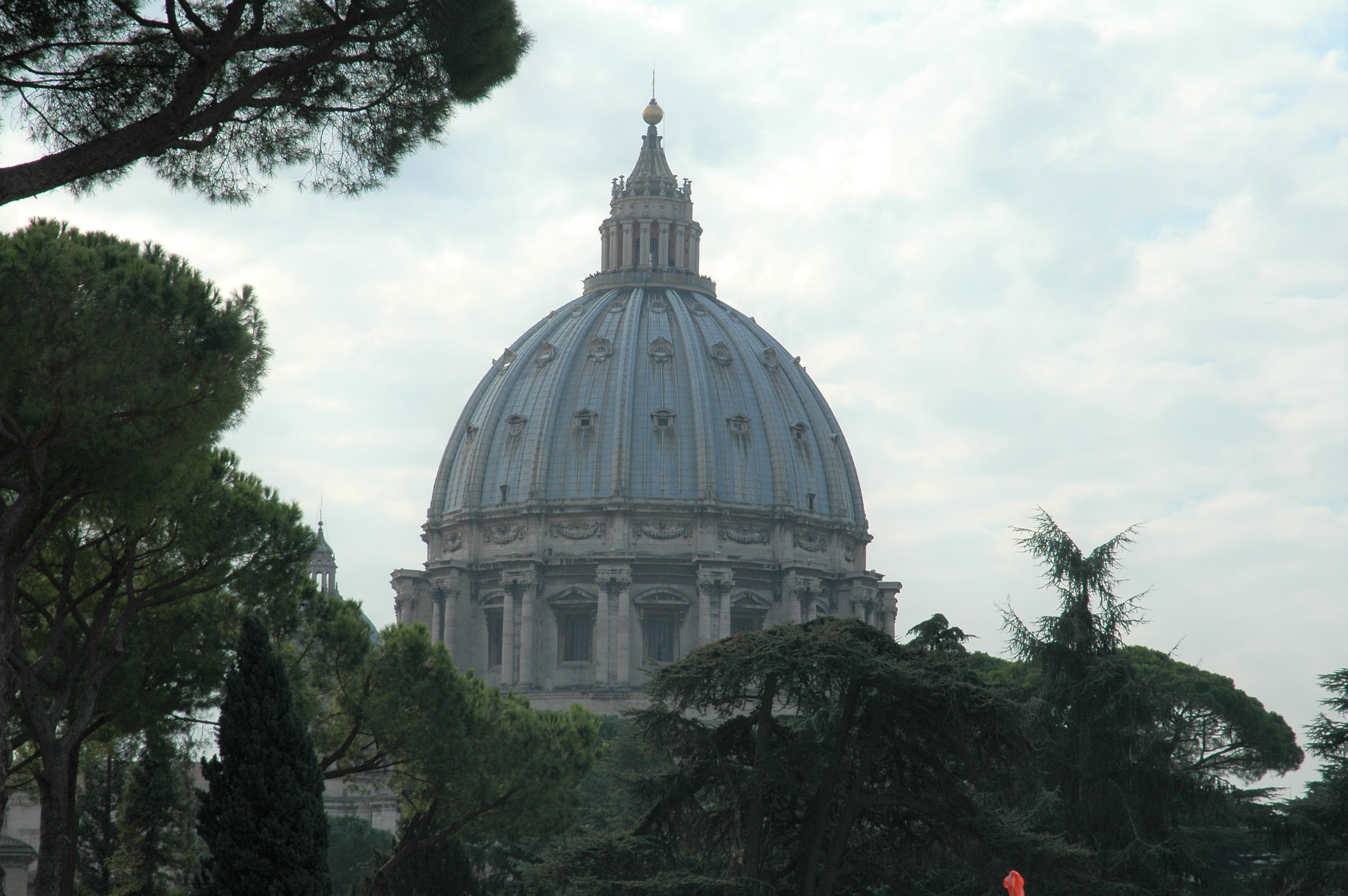
Le dôme de Saint-Pierre vu des musées du Vatican.